# Осіос-Лукас
Осіос-Лукас (грец. Ὅσιος Λουκᾶς) — православний чоловічий монастир другої половини X століття, розташований на західних схилах гори Гелікон неподалік від міста Дістомо (ном Беотія), за 37 км від міста Дельфи. Він, як й два інші монастирі — Дафні та Неа-Моні — відомий своїми мозаїками часів Македонської династії, виконаними в стилі «македонського ресесансу». Всі ці три монастирі в 1990 році були занесені до списку Світової спадщини ЮНЕСКО.

## Історія

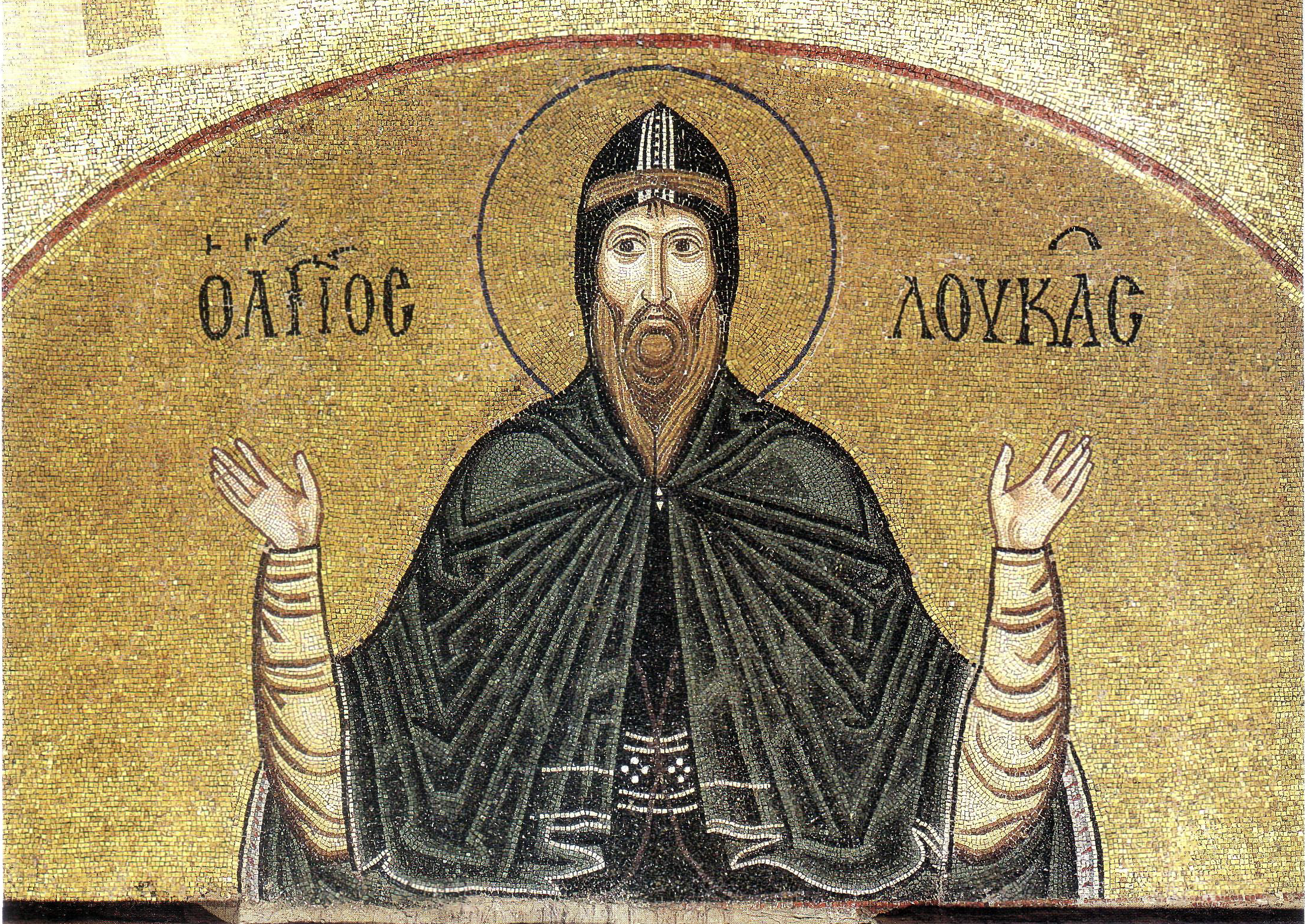
Святий Лука (мозаїка кафолікону) Монастир Осіос-Лукас, Греція

Будівництво монастиря відбувалось наприкінці X на початку XI ст, в епоху так званого Македонського ренесансу. Заснував монастир у 945 році Лука Елладський (преподобний Лука) — монах, візантійський святий. Перша церква монастирського ансамблю, присвячена Богородиці збудована ще при його житті.
У 953 р. засновник монастиря канонізований православною церквою помер і був похований у своїй келії, над якою пізніше була побудована невелика церква. Завершував будівництво монастирського ансамблю настоятель монастиря Філофей.
У 1204 році під час захоплення Константинополю, учасниками 4 хрестового походу хрестоносців, монастир був зруйнований, втративши більшу частину своїх реліквій і багатств перейшов у володіння католицьких ченців-храмовників. У другій чверті XIII століття франкський правитель Ахеї Годфрід II Віллардуін розграбував обитель та вивіз мощі преподобного Луки (які протягом століть перебували в Італії, і лише частка мощей знаходилася на Афоні).
У 1312 році монастир пограбували франки. Пізніше він також постраждав від турецького панування, а в 1780 році зазнав руйнування, коли Андріцос Верусіс витримав в обителі з 95 однодумцями 3000 турецький загін.
Після підняття у 1821 р. єпископом Слонским Ісаєм у обителі прапору повстання проти турків, монастир протягом декількох років війни став опорним пунктом грецьких загонів в Фокіді і Беотії. У 1986 р. монастирю з Венеції були повернуті мощі святого Луки.

## Архітектура монастирського ансамблю

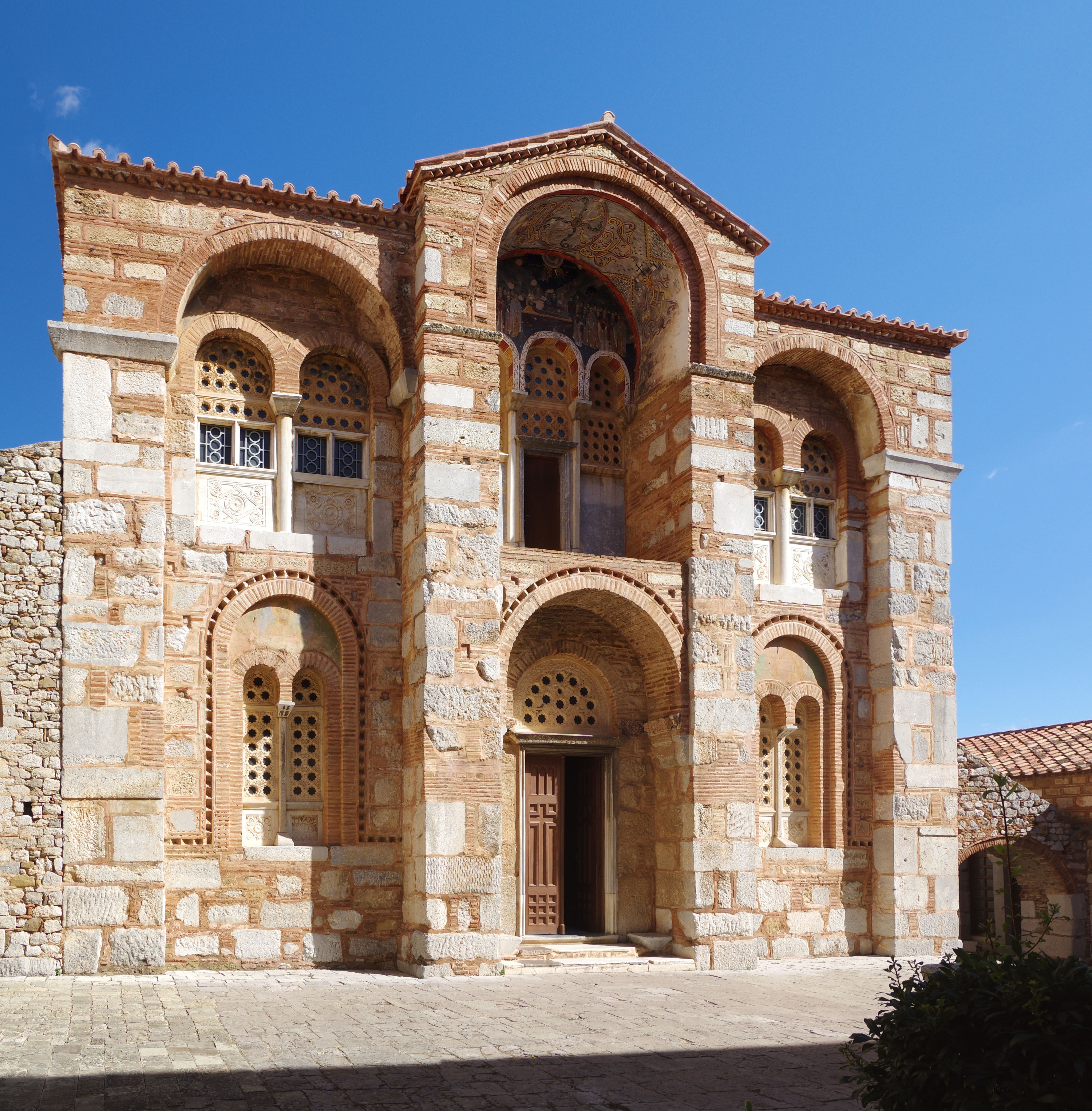
Монастир Осіос-Лукас, Греція

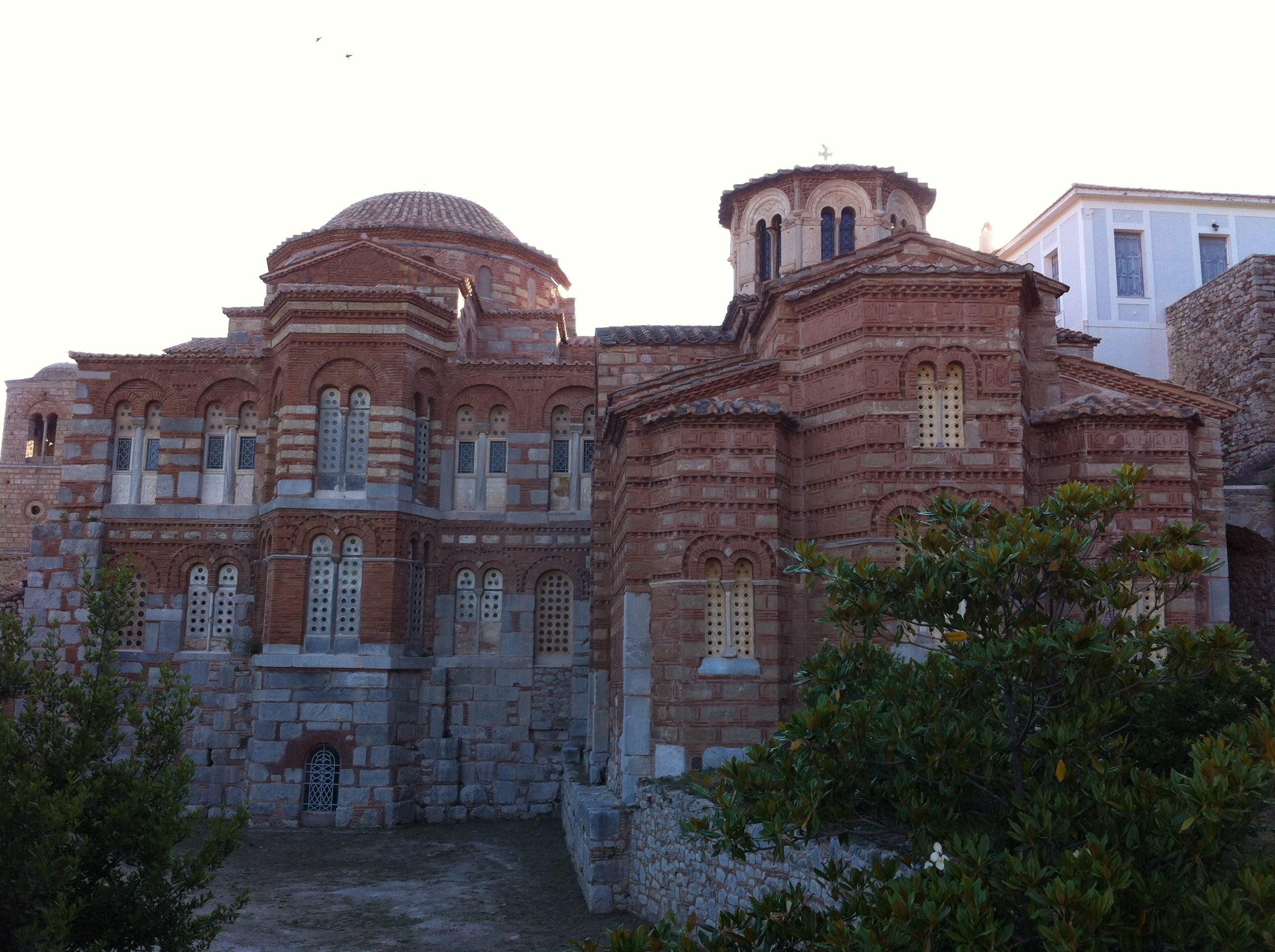
Монастир Осіос-Лукас, Греція

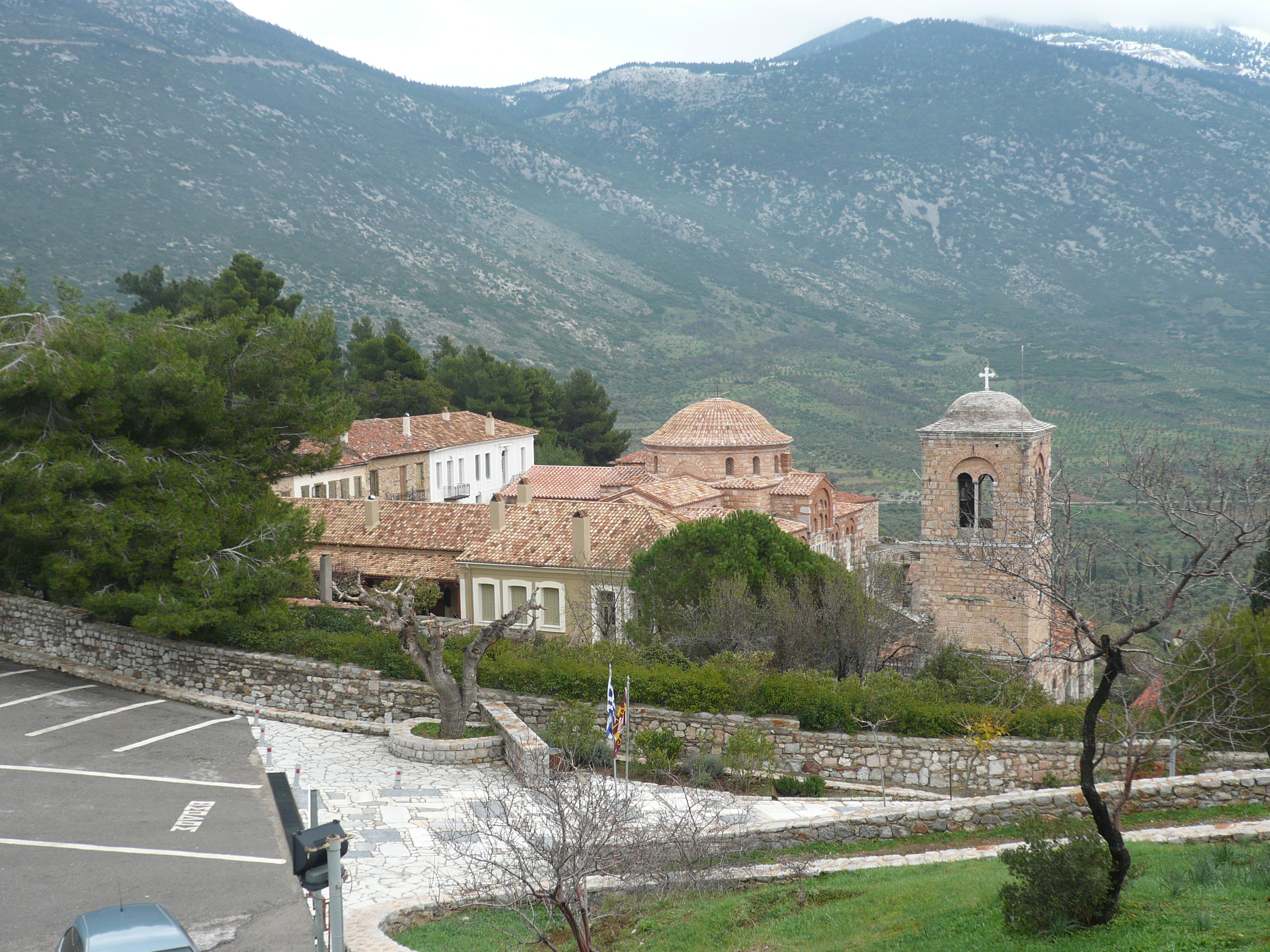
Монастир Осіос-Лукас

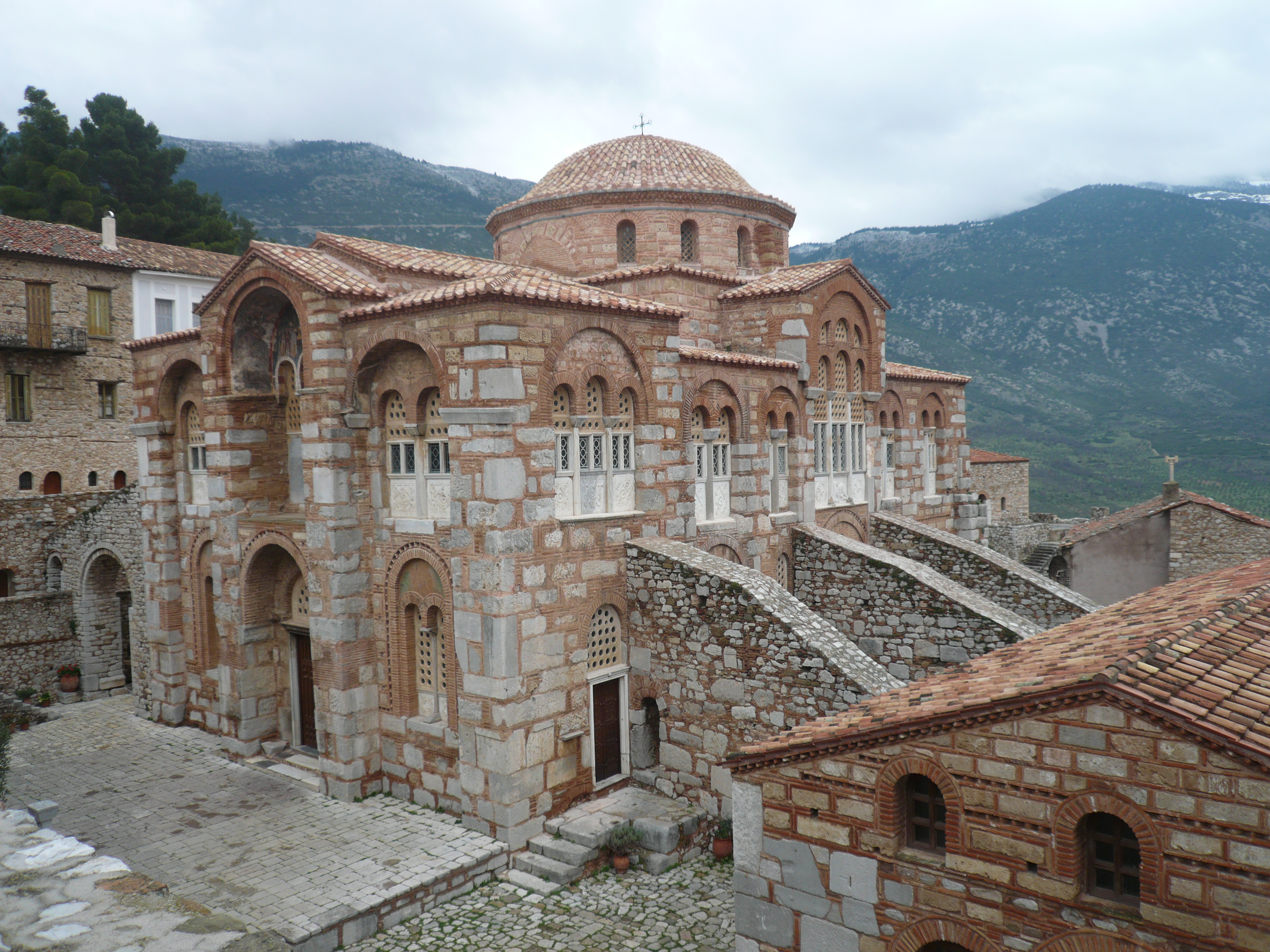
Монастир Осіос-Лукас, Греція

Монастир Осіос Лукас (Преподобного Луки) — це монастирський ансамбль середньо-візантійського періоду. Знаходиться він у Греції на західному схилі гори Гелікон, між Беотією і Фокідою.
До комплексу монастиря входять:
- Церква Богородиці;
- Центральний храм Кафолікон;
- Крипта Св. Варвари (підземна церква-усипальниця);
- Трапезна палата;
- Декілька двох й трьох поверхові корпусів келій;
- Вежа-дзвіниця;
- Господарські споруди.

Осіос-Лукас — це великий монастирський храм, витягнутий завдяки нартексу із заходу на схід. Належить він до хрестово-купольного типу, основна ознака якого купол у центрі будівлі.
Купол храму над середохрестям у діаметрі досягає до 9 метрів. Стоїть він на шістнадцяти кутовому барабані. Вільний простір храму добре освітлений. Розкішним і величним двох ярусний інтер'єр храму роблять: гармонійність об'ємів, різьблення карнизів, мармуровий декор підлоги та нижньої частини стін, фрески та мозаїки.
У монастирі до нашого часу збереглася система храмової декорації, що склалася в період правління Македонської династії. У Кафоликоні монастиря, "виникла й отримала оформлення велична аскетична програма, спрямована на утвердження віросповідних ідеалів і чернечих установ, що породила в живописі так званий «суворий стиль».

Храм і собор монастирю Осіос-Лукас багато декорований. Підлога та нижні частини стін повністю покриті мармуром. Облицьовані мармурові плити розташовані між мозаїчними композиціями. Стіни прикрашають глухі аркади, карнизи тонкої різьби. Під час землетрусу у 1881 р. храм постраждав, тоді упав його купол.
Карнизи колон прикрашає різьба. Іконостас, підлога, нижня частина стін облицьовані мармуром. Мозаїка та фрески покривають усі стіни та ніші. Прикрашають храм ікони, написані у XVI ст. Михайлом Дамаскіним.
.

### Церква Богородиці

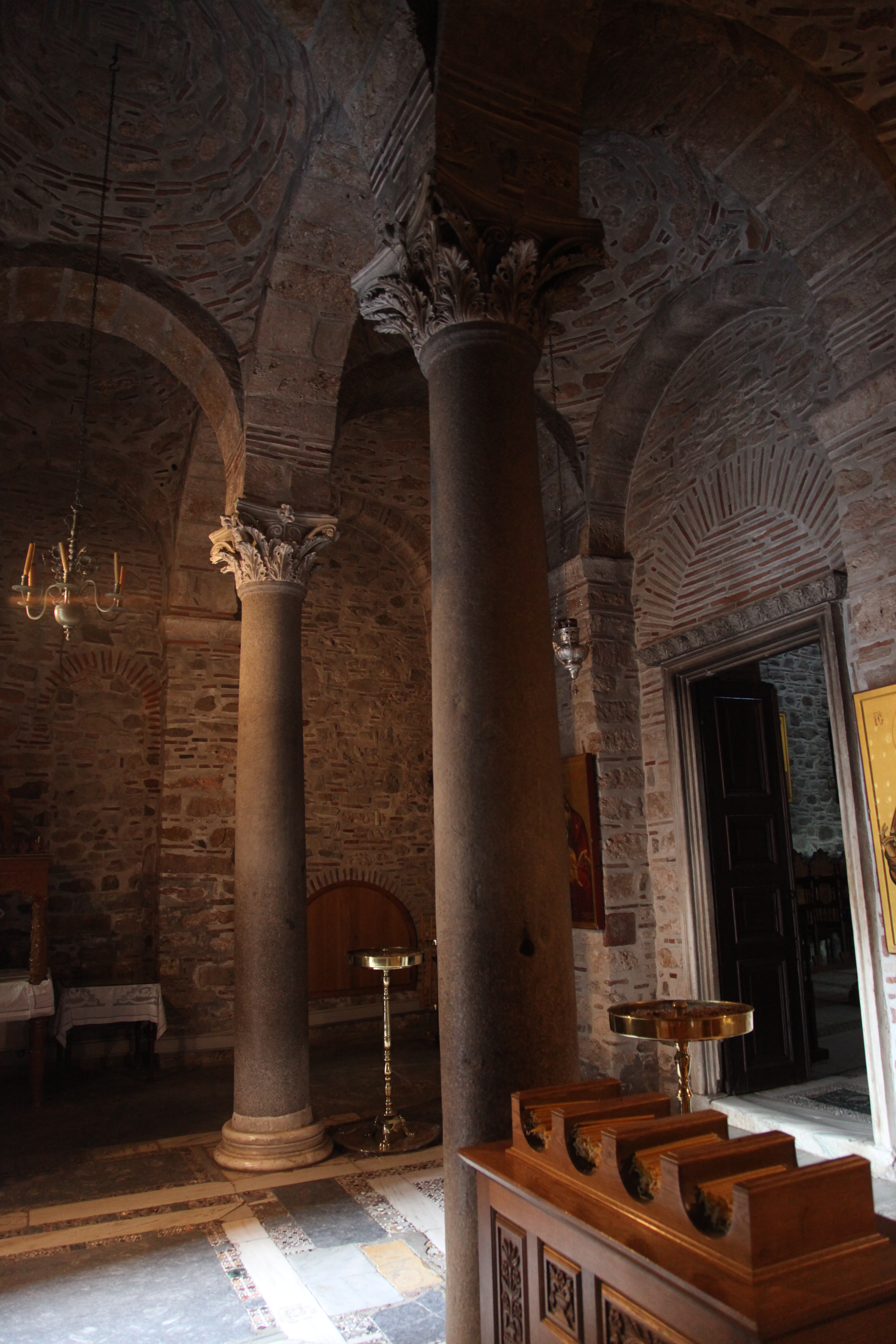
Монастир Осіос-Лукас. Інтер'єр Церкви Богородиці

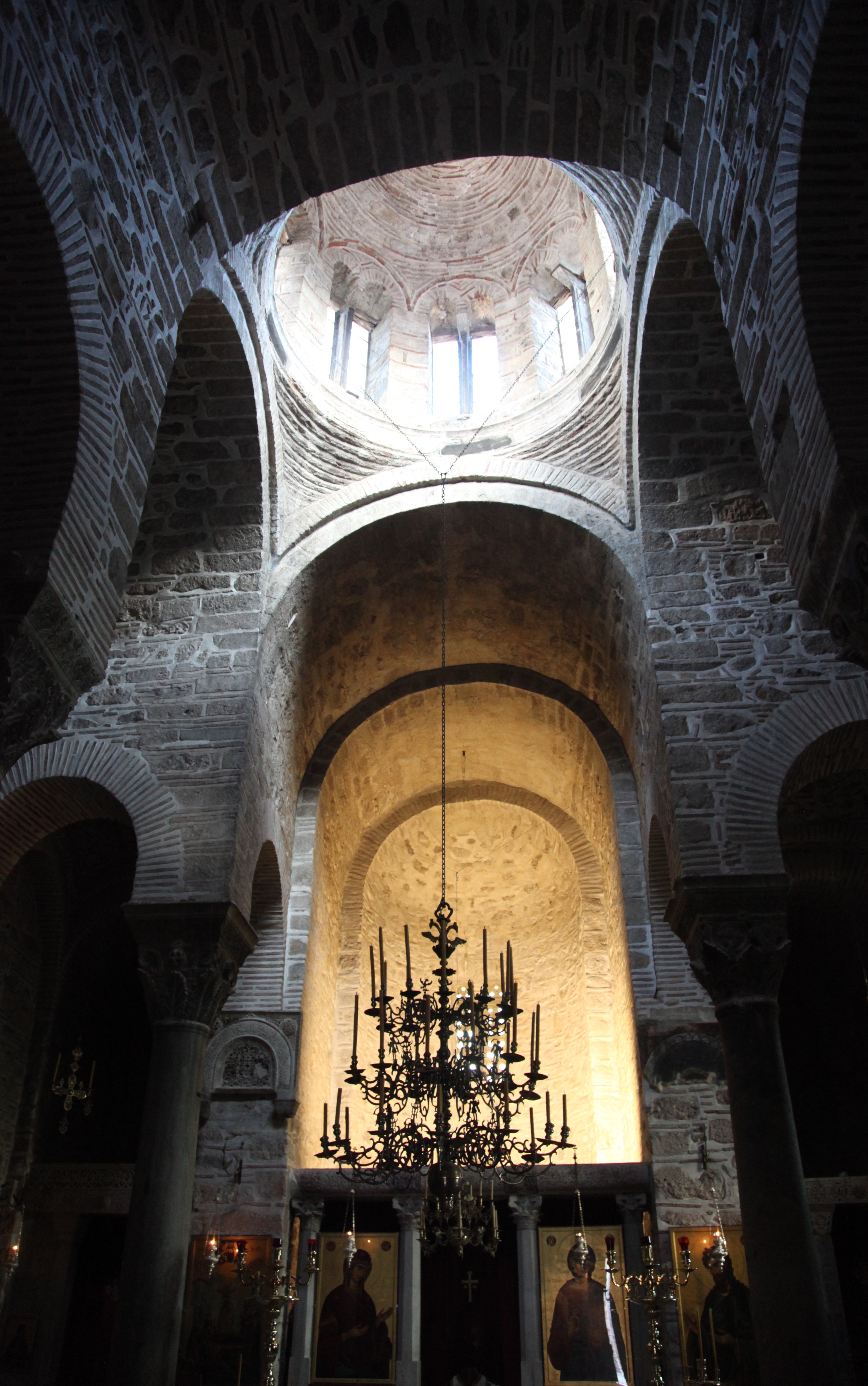
Монастир Осіос-Лукас. Церква Богородиці

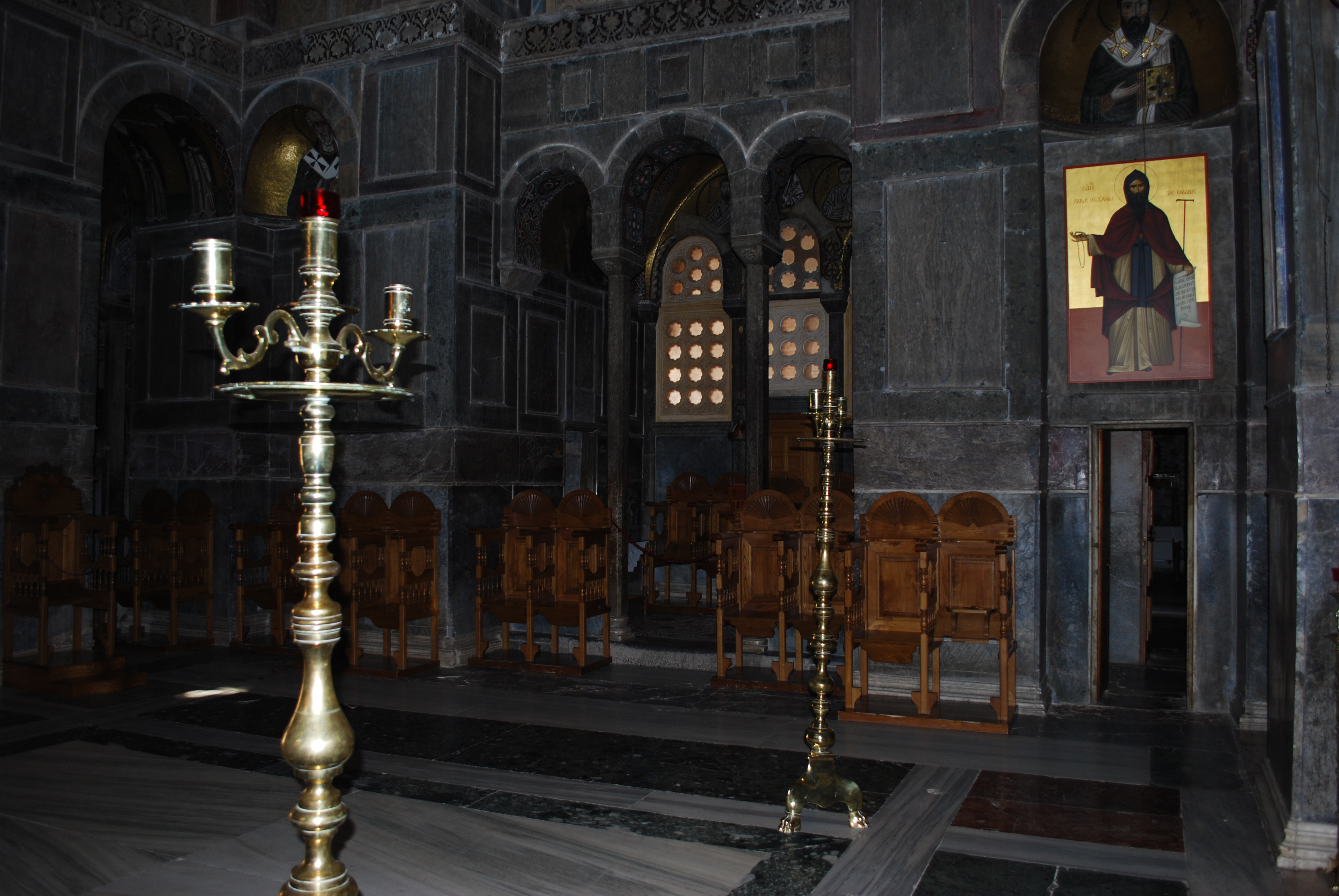
Монастир Осіос-Лукас. Церква Богородиці

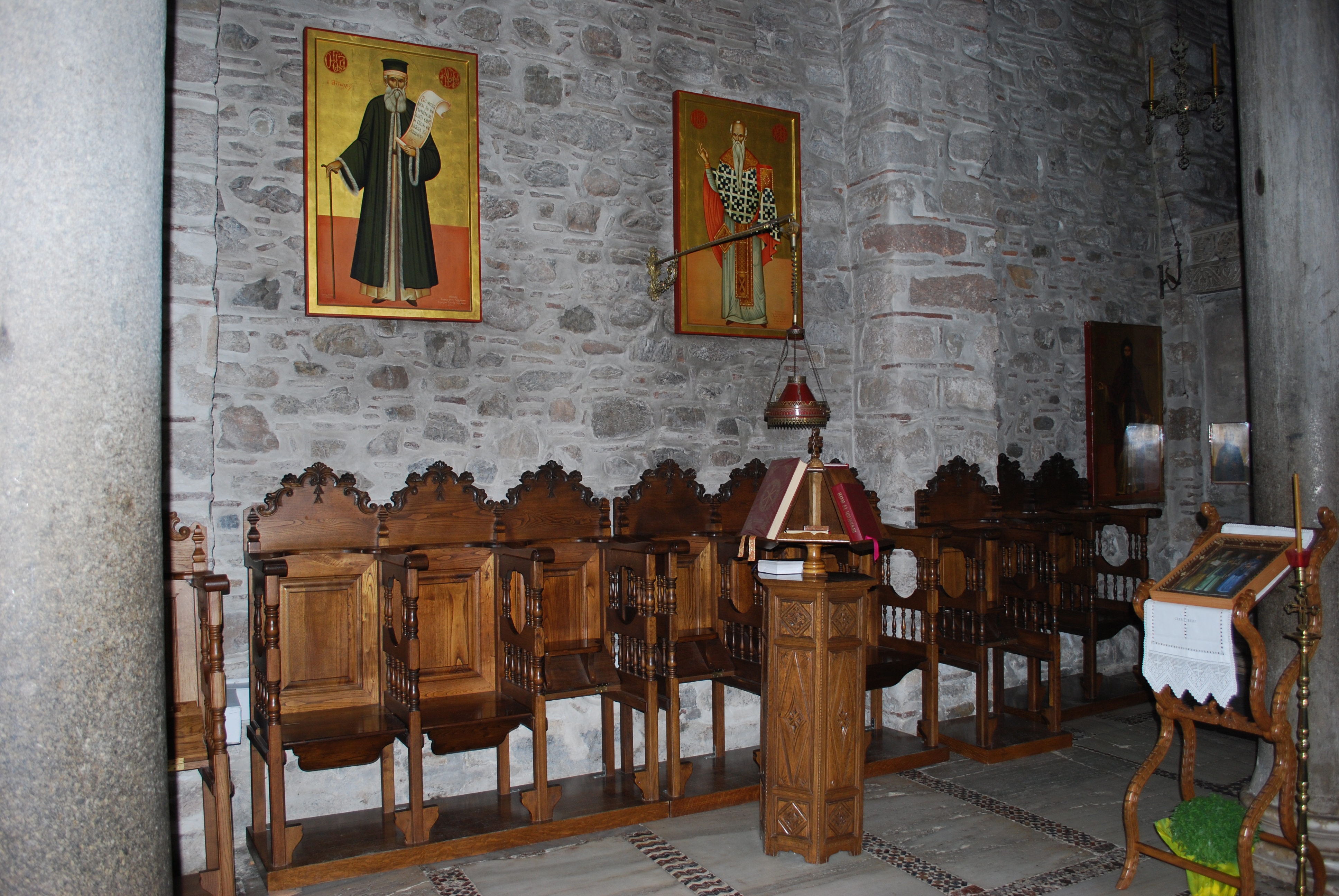
Монастир Осіос-Лукас. Інтер'єр Церкви Богородиці

Церква Богородиці є більш давньою з двох церков монастиря й датується другою половиною 10 ст. Побудована вона за константинопольськими зразками, та займає особливе місце в історії Візантійської архітектури на території Греції.
Церква монастиря — Теотокос (Богородиці)- побудована з використанням техніки змішаної кладки з каменю та цегли, завдяки якій утворився орнамент на стінах.
Розпис храму, що існує, належить до XI–XII ст. При реставраційних роботах було виявлено фрагменти розпису 10 ст. Серед них фреска — «Преображення Господнє», відкрита у 1965 р. Колись вона прикрашала фасад храму, але була закладена мармуровими плитами. Церква Теотокос вирізняється багатим художнім оформленням.
Належить вона до складного хрестово-купольного храму, тобто типу, властивого архітектурній школі Константинополя. Церква Богоматері має паруса закріплені на чотирьох колонах, що вільно стоять (хрестово-купольний тип). Має світлий інтер'єр. Зовнішній вигляд має стрункі форми та мальовниче оброблення стін. Високі стіни складені з сірого каменю, які чергуються з рядами плінфи та поясами цеглин, покладених кутом. По горизонталі квадрати з каменю поділяють поставлені під кутом на ребра плінфи і створюють ламаний геометричний візерунок.
До основного простору монастирського храму прибудовано великий нартекс, а до нього ще ексонартекс (тобто йдеться про двох послідовних притворах). Південну частину ексонартексу було включено до побудованого пізніше кафолікона.

### Кафолікон

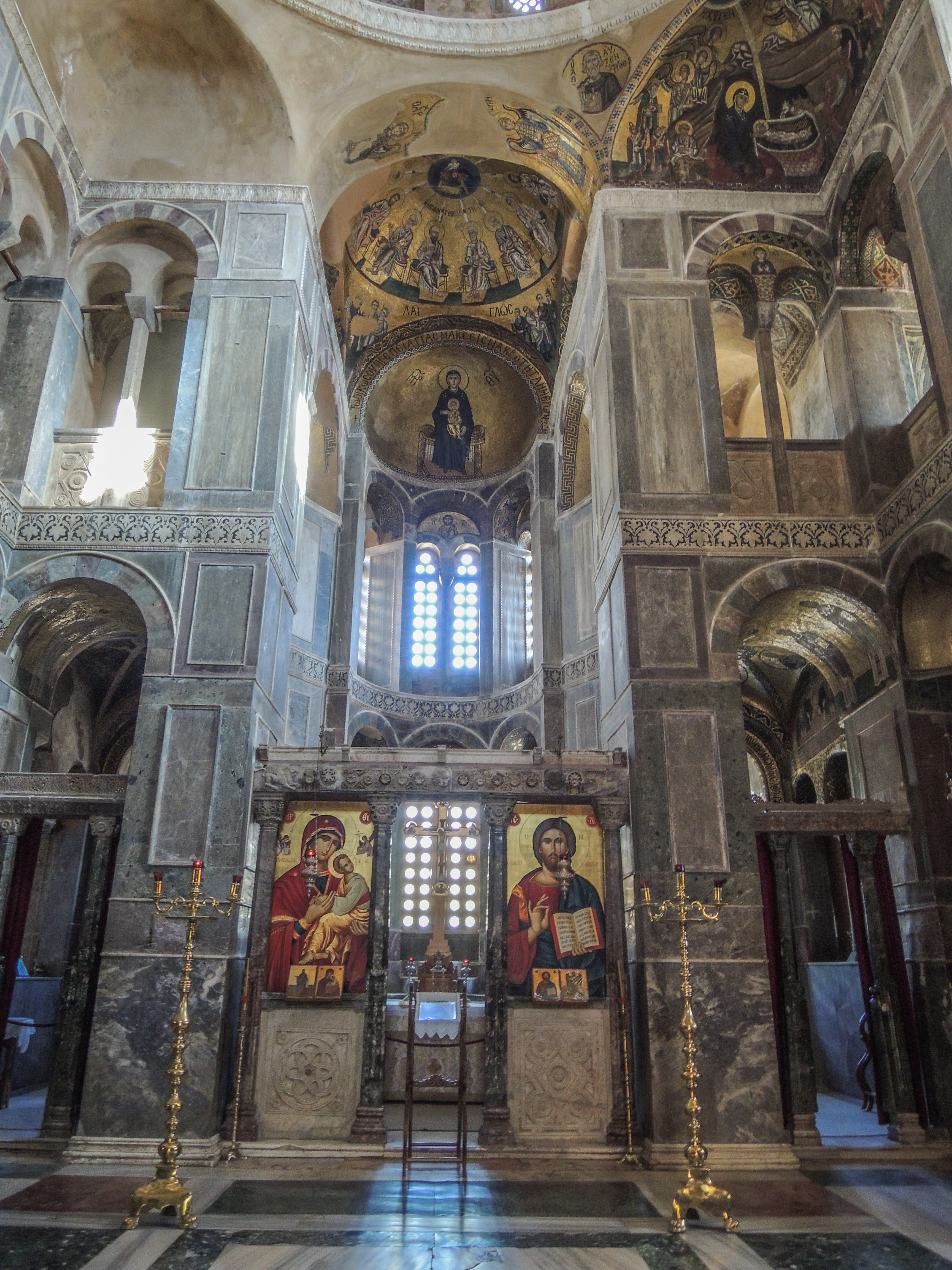
Монастир Осіос-Лукас

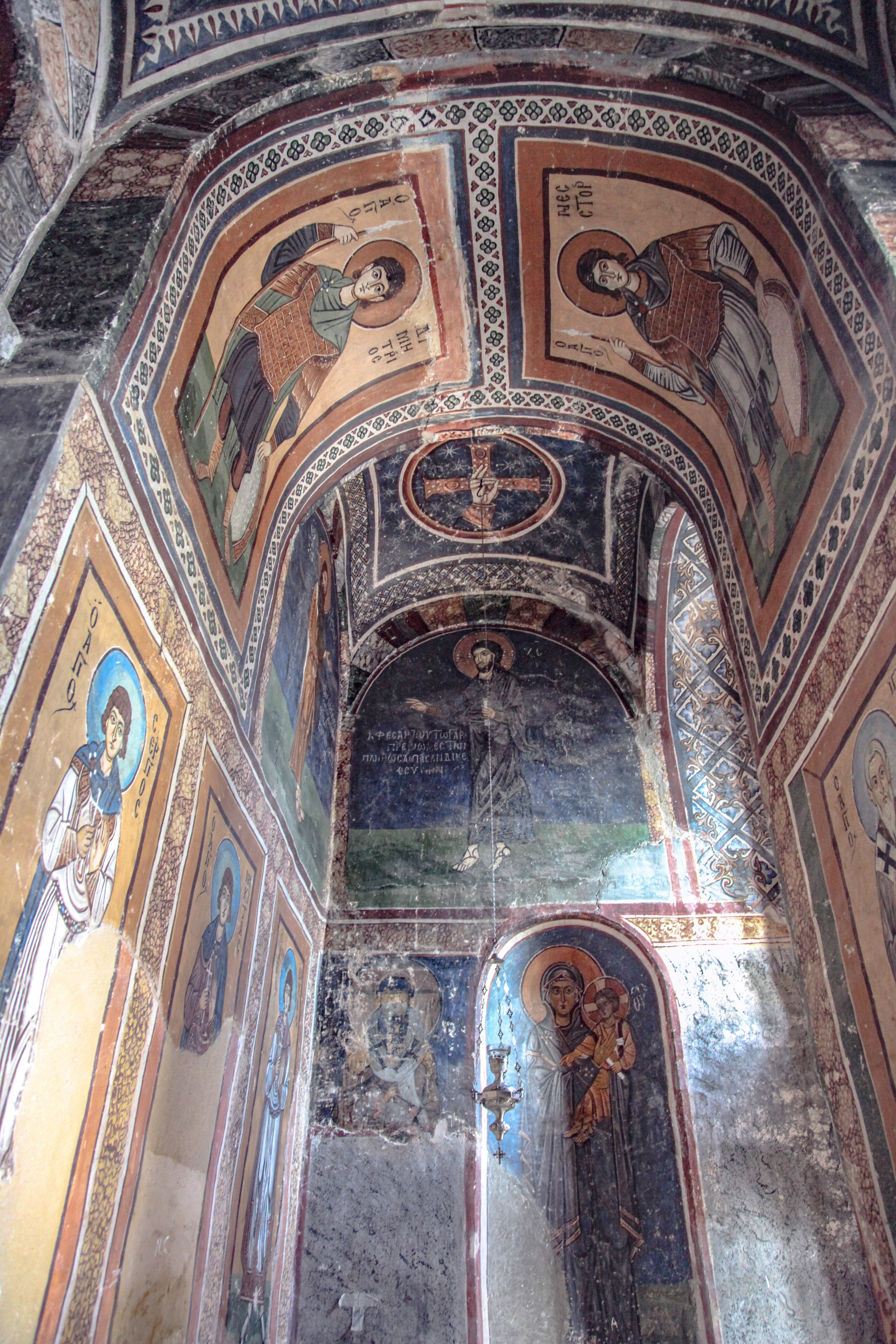
Кафолікон. Монастир Осіос-Лукас

Кафолікон (католікон грец. καθολικόν- «головний загальний храм», собор монастиря), Осіос — Лукас це другий храм монастирського ансамблю, побудований в перші десятиліття XI ст. Він більше за розмірами ніж церква Богородиці й має підпільну крипту. Центральна церква монастирського ансамблю, кафолікон, була споруджена на південь від храму Богородиці для спочинку чудотворних мощей преподобного Луки.
Храм належить до типу «материкових октагональних храмів» і вважається зразком, за яким будувалися всі наступні храми цього типу. Кафолікон послужив зразком для церкви монастиря Дафні під Афінами.
Кафолікон збудований за допомогою хрестово-купольної системи, що є характерним для візантійського церковного зодчества того часу.
Він має центральний купол на тромпах, які спираються на торці стін (церква з куполом на восьми опорах).
У його інтер'єрі панує широка чаша купола (9 м в діаметрі) і відповідно, розширений загальний простір під ним. Тяжкість купола несуть вісім стін барабану, пов'язані чотирма великими арками, які з'єднуються чотирма величезними вітрилами. З усіх прибудов особливу важливість має північно-східна, тому, що там розташовується мармурова рака преподобного.
Невеликі кутові приміщення перекриті хрестовими склепіннями.
Складність інтер'єру у зовнішньому вигляді храму надають напівкруглі вікна двома рядами з колонами; кладка з каменю та плінфи (плоскої квадратної цегли) надає стінам візерункової різнобарвності. Цоколь будівлі побудували, використовуючи у якості матеріалу залишки античного храму Деметри, який знаходився на цьому місці.

### Крипта

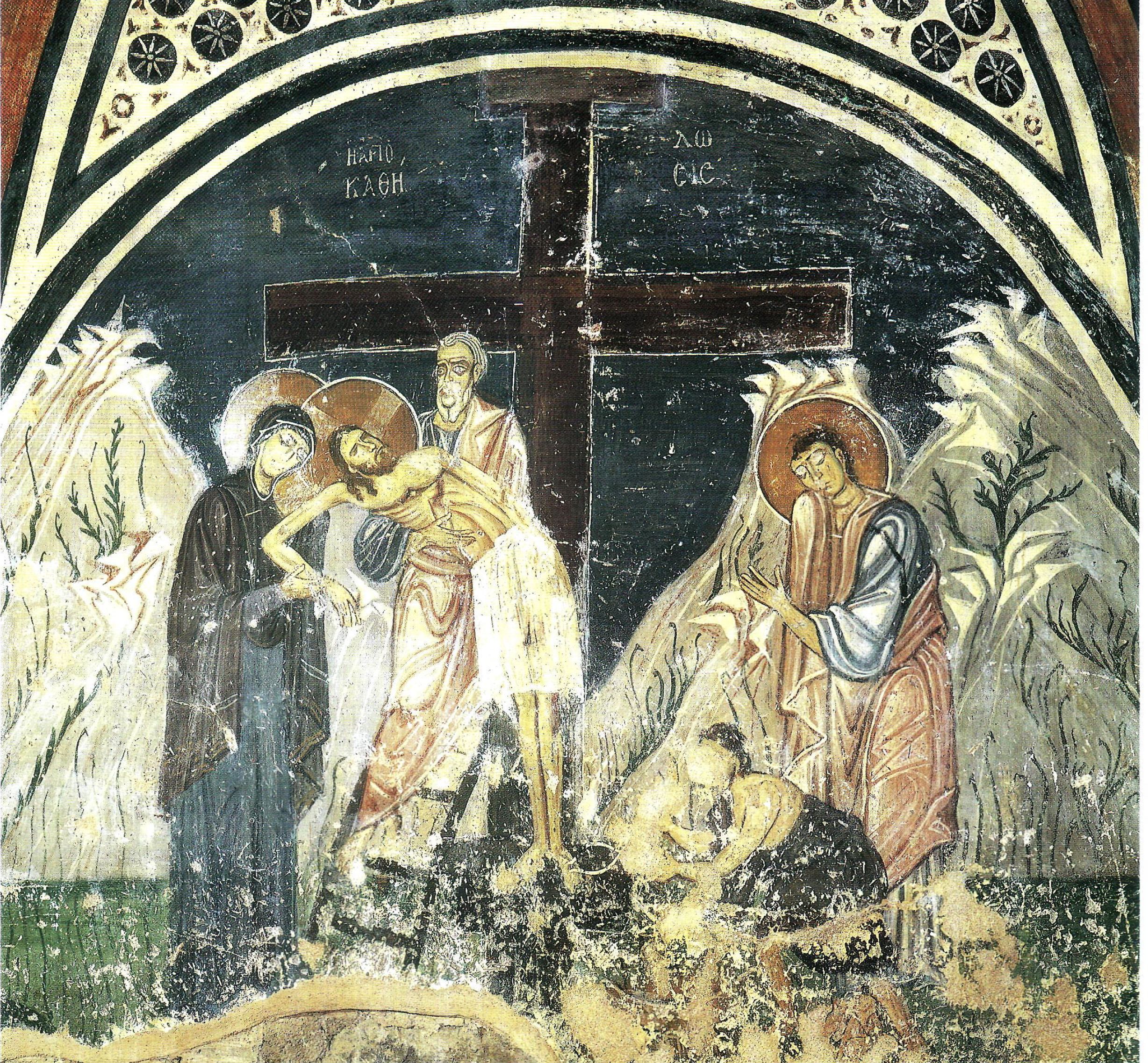
Монастир Осіос-Лукас «Зняття хреста Ісуса Христа»

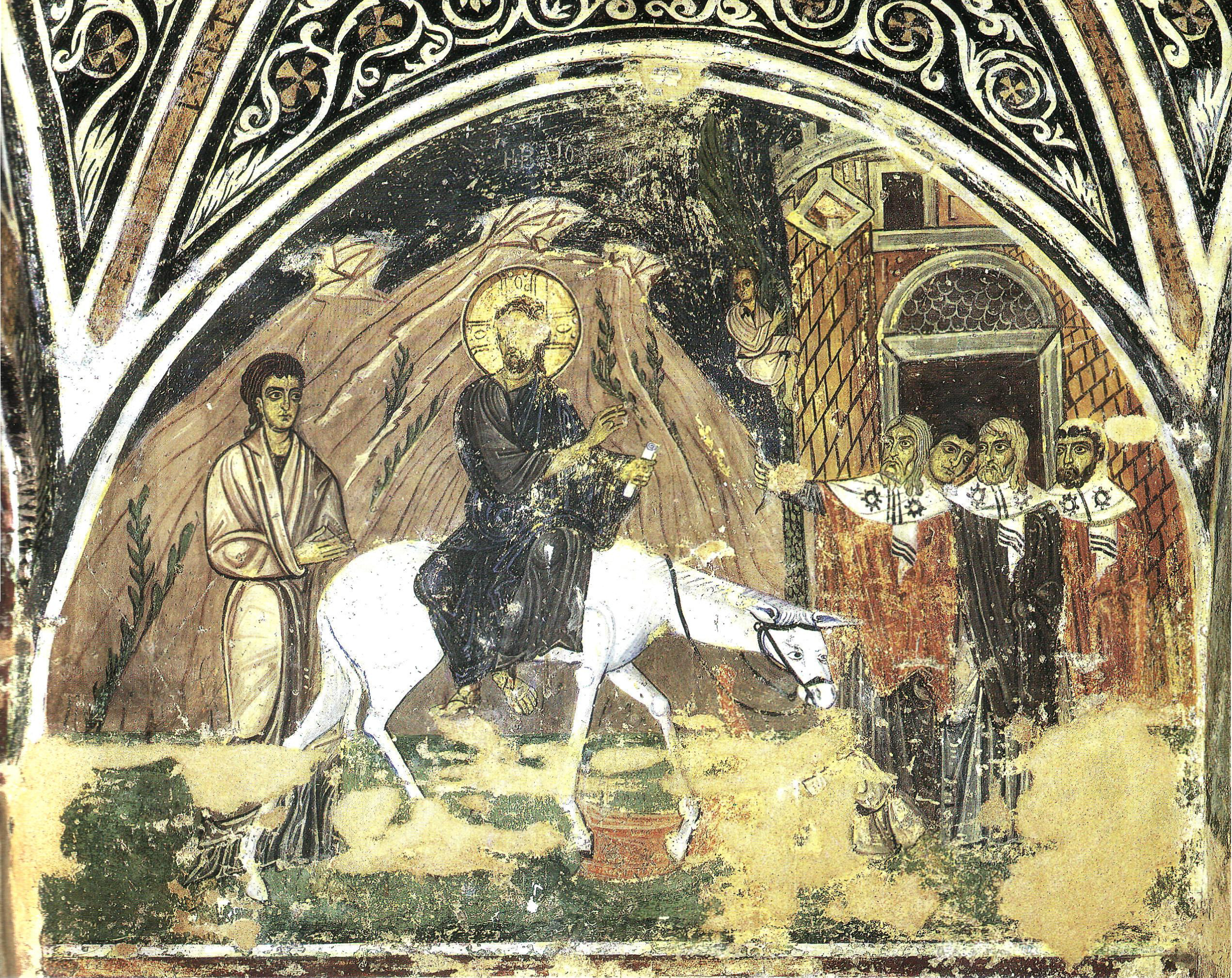
Монастир Осіос-Лукас «Вхід Ісуса Христа у Єрусалим»

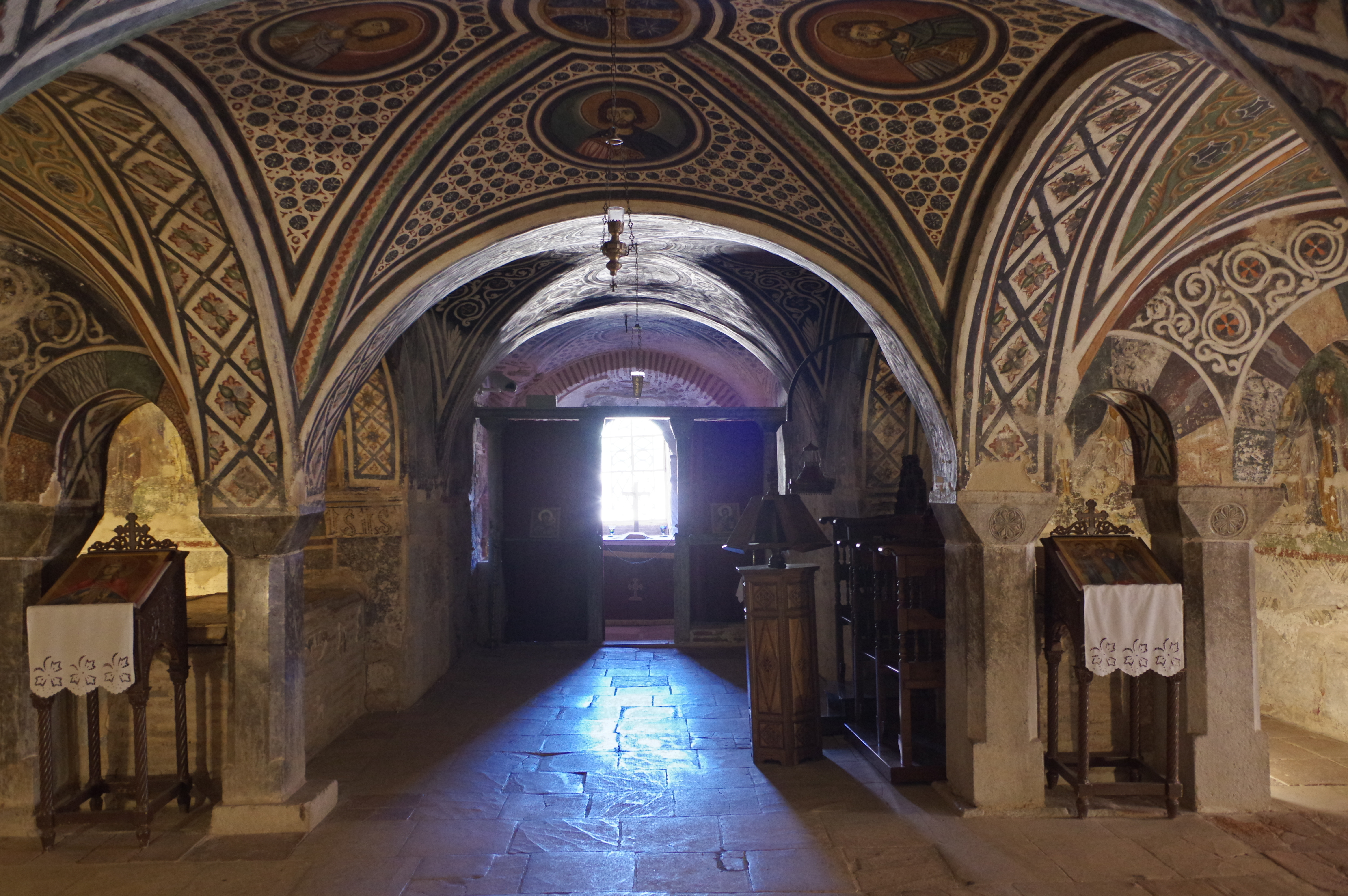
Монастир Осіос-Лукас. Крипта

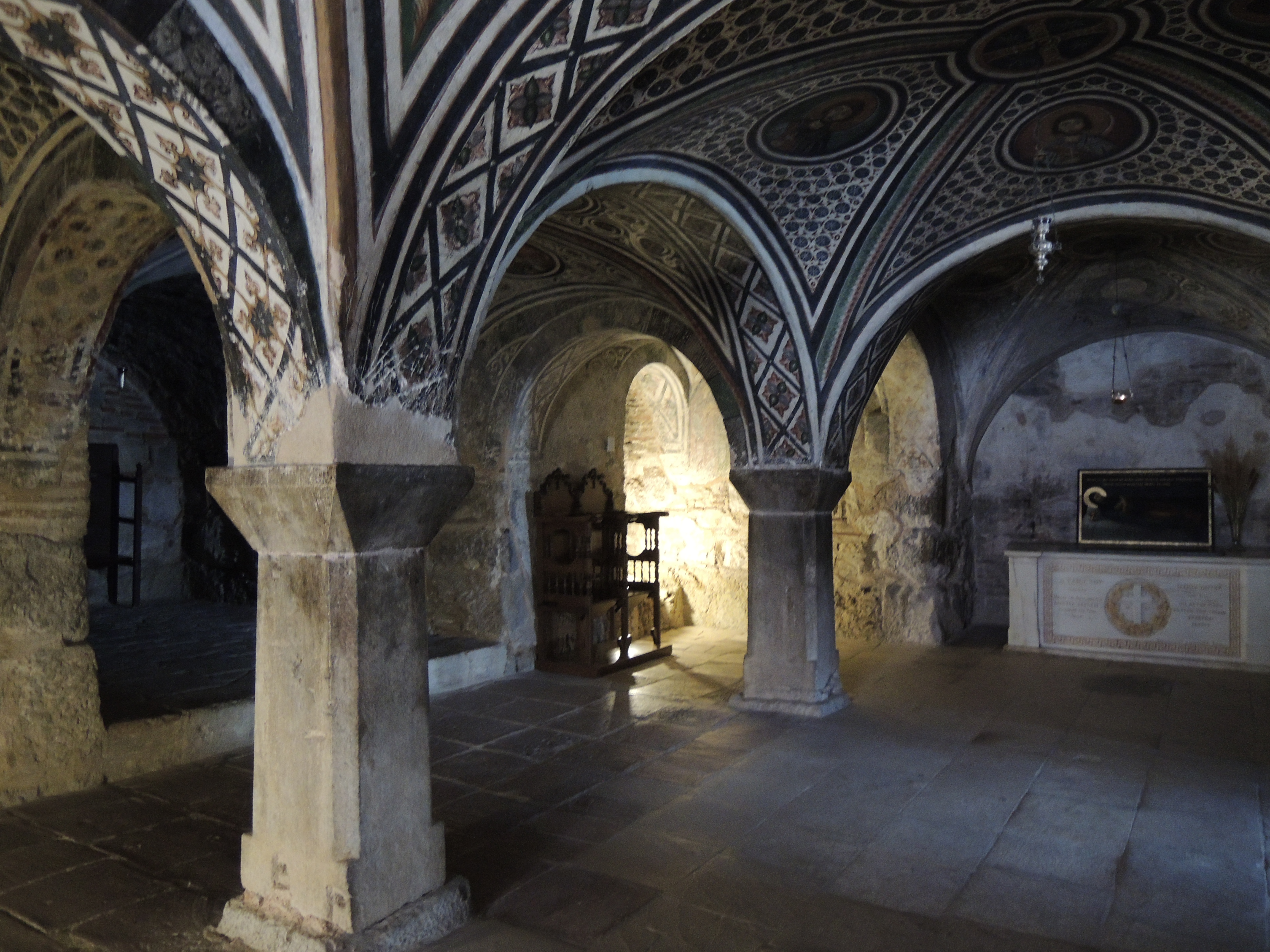
Монастир Осіос-Лукас. Крипта

Під головним храмом монастиря знаходиться крипта святої Варвари -(найдавніша підземна церква-усипальниця), побудована у 955 році, через два роки після смерті святого Луки на пожертвування фіванського стратига.
Крипта була місцем первісного поховання Святого, а потім стала фундаментом Кафолікону. В плані вона має вигляд хрестово-купольного храму з чотирма колонами. У крипті знаходиться первісне місце поховання преподобного Луки біля північної стіни, точно під тим місцем Кафолікону, де розташована рака (лат. raca-труна, ковчег) преподобного. Ще дві могили в крипті належать заслуженим ігуменам монастиря.
Крипта це хрестоподібне приміщення з чотирма кутовими компартментами і мармуровим іконостасом.
Її стіни прикрашені численними фресковими композиціями. Деякі з них розташовані близько до мозаїк, що свідчить про те, що створені вони були одночасно. Крипта розписана фресками, що представляють ряд євангельських сцен, 12 апостолів, 28 святих на склепіннях, два зображення Христа і два зображення св. Луки. В апсиді розміщений деісус, в люнетах на стінах зображені композиції: «Таємна вечеря», і «Омивання ніг», в трикутниках зводу — апостоли Фома, Філіп, Симон, і Яків. На стінних люнетах кутових компартментах розміщені композиції: «Запевнення Фоми», «Вхід Ісуса Христа у Єрусалим», «Розп'яття Христове», «Зняття з хреста Ісуса Христа», «Положення в труну», «Успіння Богородиці».
Одна з чудових композицій на стіні крипти — «Зняття з хреста» задала стиль храму. Сцена драматична за своїм характером. Темний важкий хрест виділяється на світлому фоні, а пози і жести Іосіфа та Марії висловлюють скорботу.

### Трапезна палата
Трапезна палата це остання велика двоповерхова будівля монастиря. 1943 року, під час Другої Світової війни, вона була пошкоджена бомбардуваннями. Але була відновлена і з 1993 року служить залом для виставки експозицій візантійських знахідок, фресок скульптур з території самого монастиря та експонатів з прилеглих областей.

## Мозаїчні та фрескові композиції

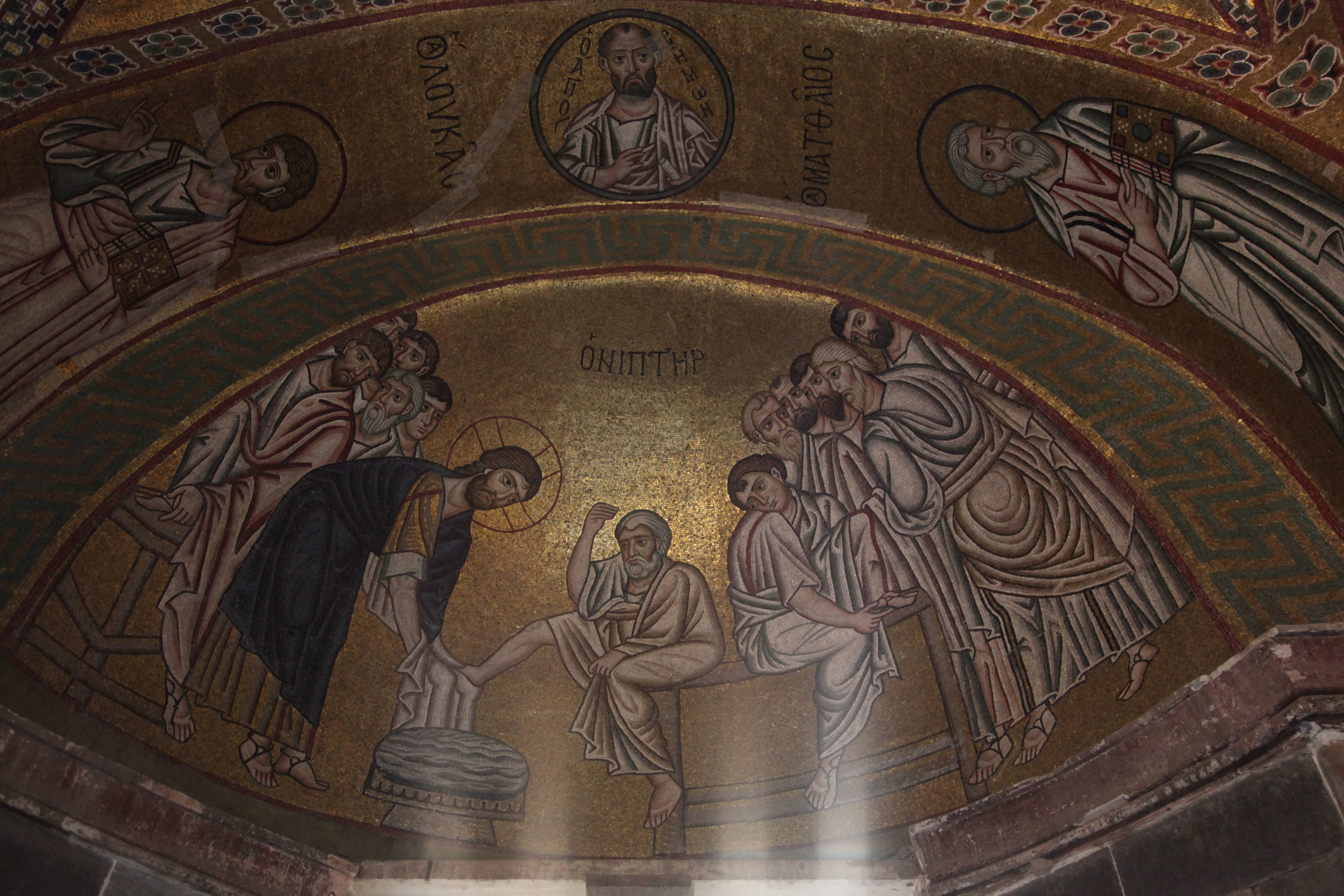
Монастир Hosios Lukas, Греція. Мозаїка. 11 ст. «Омовіння ніг». Нартекс

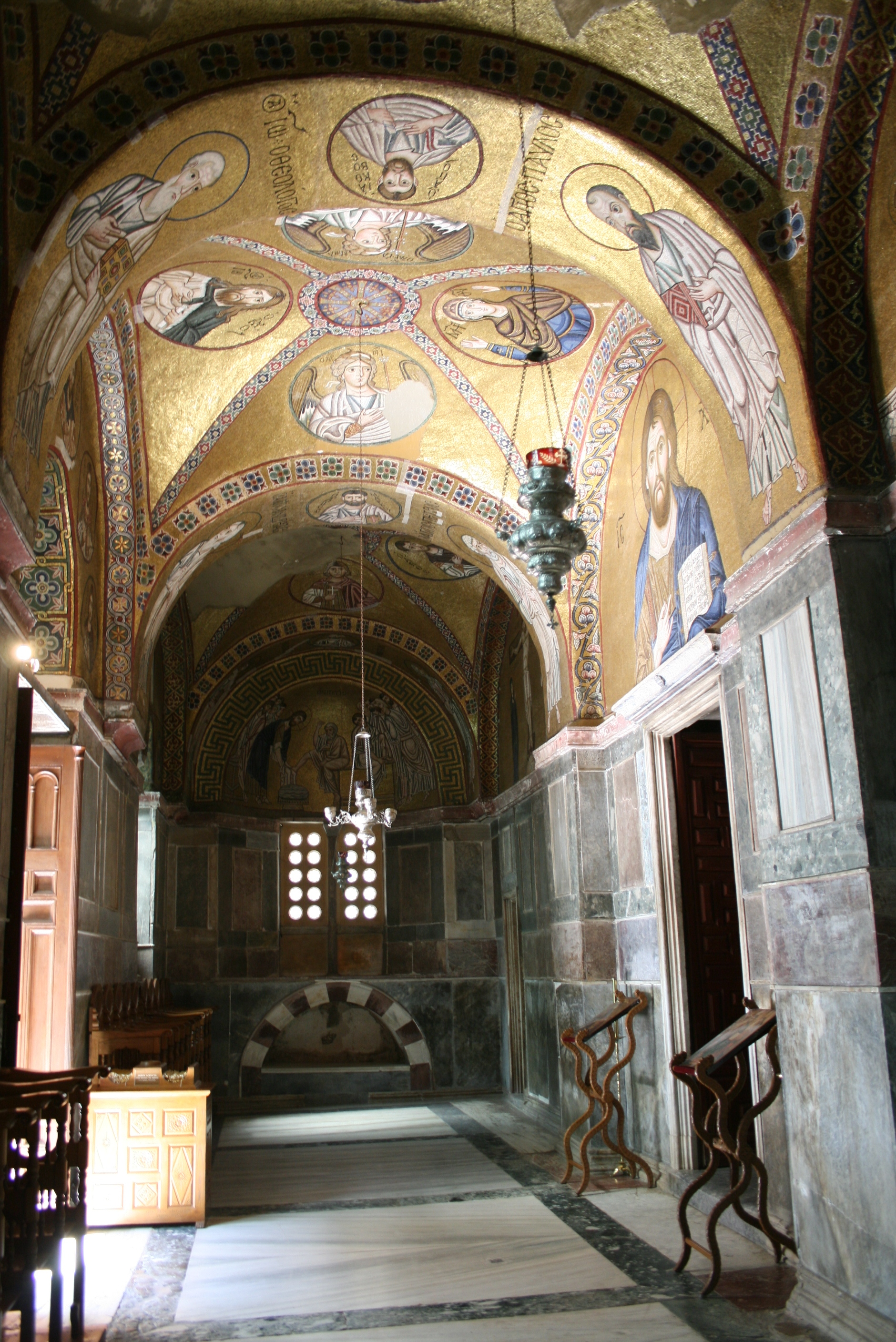
Монастир Hosios Lukas, Греція. Мозаїка. 11 ст. Нартекс

Мозаїки монастиря створені у першій половині XI ст. є шедеврами візантійського мистецтва.
З великих циклів монументального живопису XI ст. найкраще збереглися фрескові та мозаїчні композиції у головному храмі монастиря Осіос-Лукас. Художники у створених мозаїках приділили увагу христологічному циклу та окремо зобразили фігури святих, число яких досягає 175.
Яскраві кольори, виразні лики зі збільшеними очима, фронтальні пози, не завжди правильні пропорції фігур, скутість рухів — результат того, що автори цих мозаїк працювали далеко від столиці, та знаходились під впливом мистецтва східних провінцій імперії.
Художники прагнули підкреслити жести персонажів. У сцені «Омивання ніг» апостол Петро виразно підіймає руку вгору, а у сюжеті «Невіра Фоми» Христос відкриває долоню, щоб показати слід від рани.
Пропорції фігур залежали від особливостей композиції. До неї художники часто включали написи з великими літерами, які сприймалися як частина загальної системи розкішного декору.
Майстри Осіос-Лукас малювали широкі роздільні смуги, які підкреслювали архітектурні членування стін та зводів, відокремлюючи одну сцену від іншої.

## Сюжетні композиції

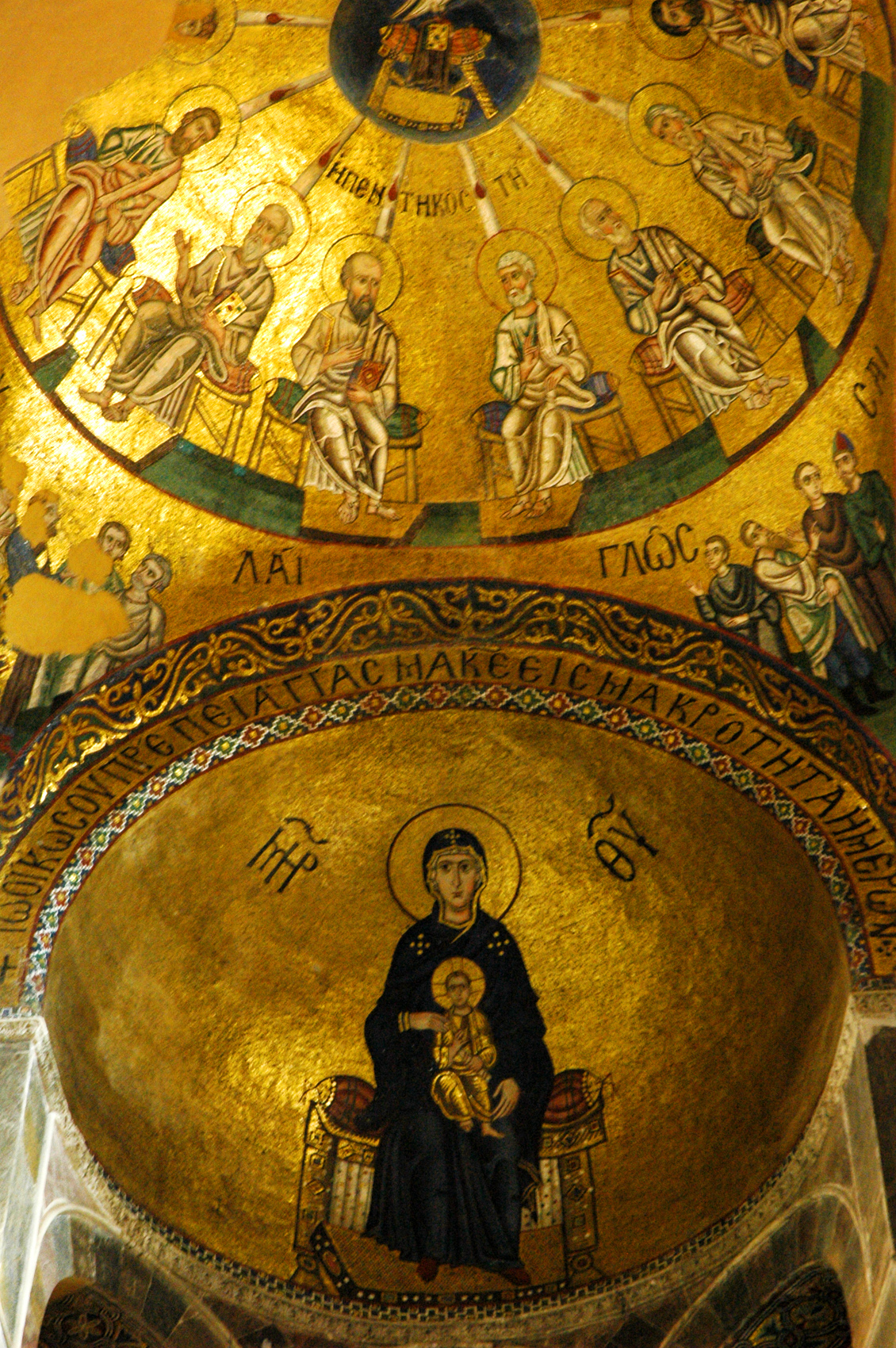
Монастир Hosios Lukas, Греція. Мозаїка. 11 ст. «Зішесття Святого Духа»

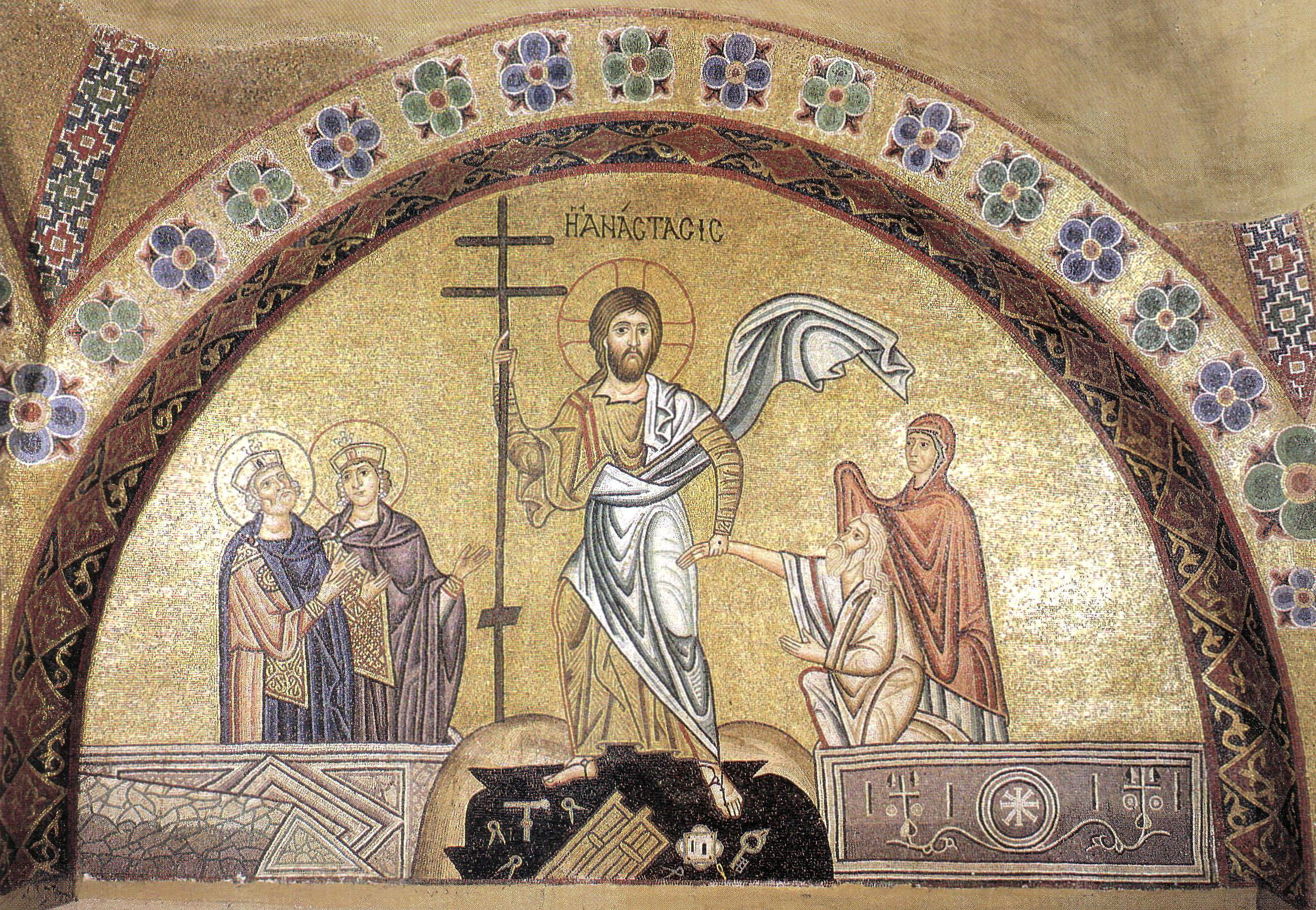
Монастир Hosios Lukas, Греція. Мозаїка. 11 ст. «Зішесття Христа в ад»

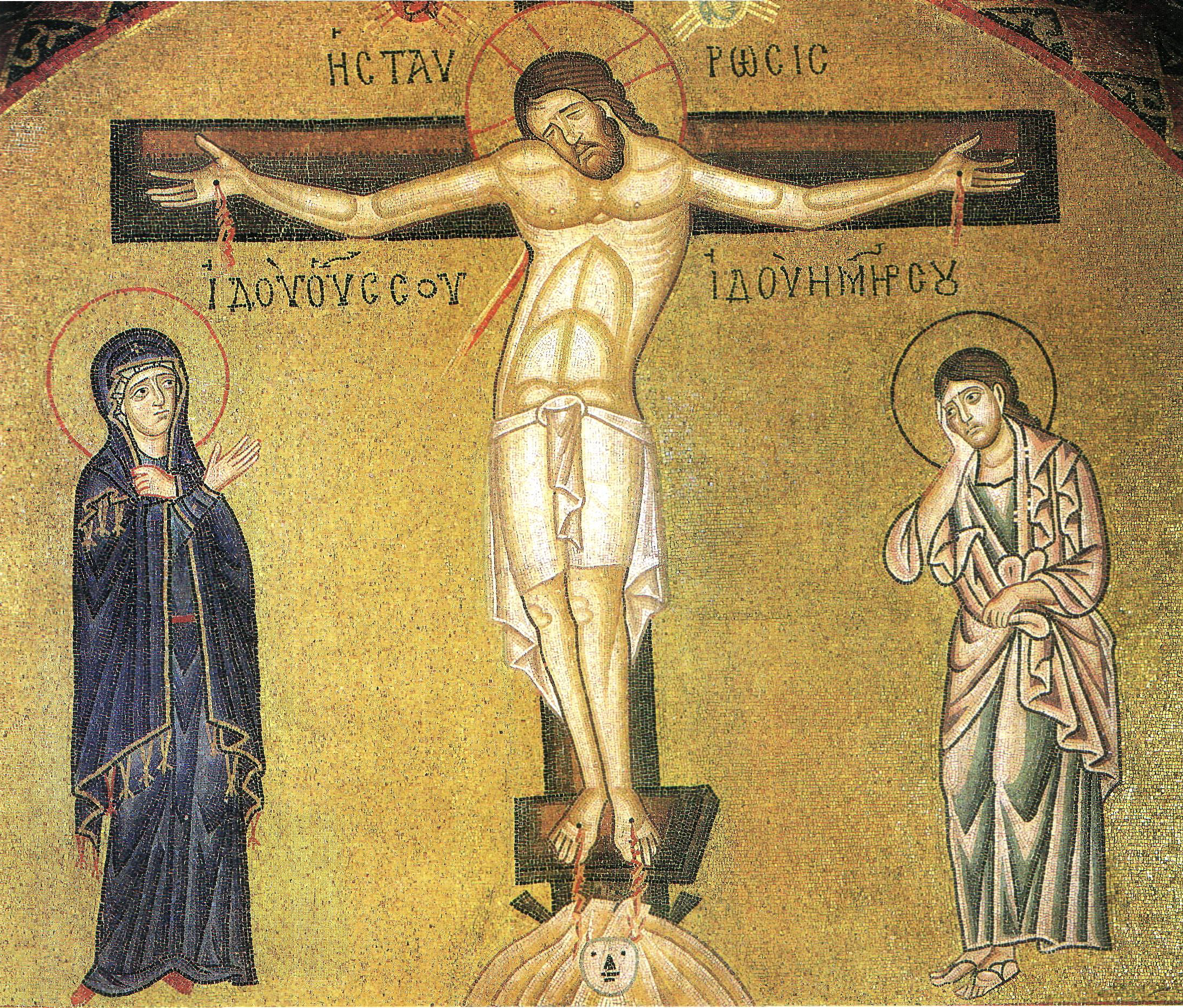
Монастир Hosios Lukas, Греція. Мозаїка. 11 ст."Розп'яття Христа"

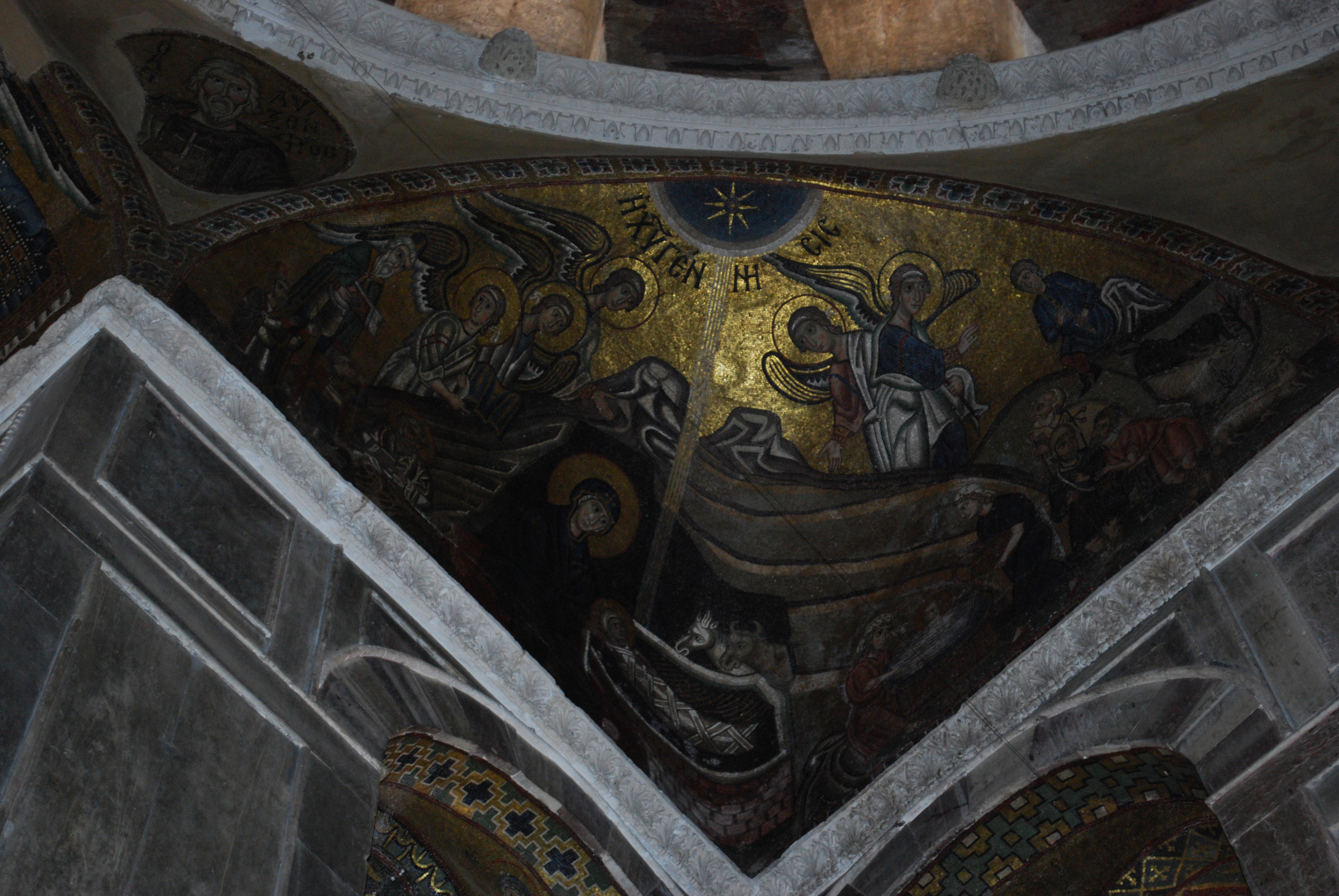
Монастир Осіос-Лукас, Греція. Мозаїка. 11 ст. «Різдво»

У хрестово — купольному храмі до якого належить монастир Осіос-Лукас, є три зони розміщення сюжетних композицій.
У верхній частині будівлі (купол, барабан) художники малювали персонажів, що знаходяться на верхньому щаблі християнської ієрархії (Христос, Богородиця, ангели). В куполі храму розташовуються зображення Христа Пантократора (Вседержителя), «Сходження Святого Духа».
Друга зона це верхня частина стін храму. На них зображені епізоди з життя Ісуса Христа, свого роду монументальний календар з зображенням 12 релігійних свят. (Благовіщення, Різдво Ісуса Христа і т. д.)
У третій найнижчій зоні, зображені фігури святих, апостолів, пророків. Розміщені вони у хронологічному порядку, згідно з днями пам'яті кожного з них. У найважливішому місці, у центральній апсиді, майстри зображували святителів та патріархів. Ближче на захід і на стінах зображені другорядні персонажі — мученики та монахи.
Найзначніші композиції монастиря Осіос-Лукас:
- «Різдво»;
- «Хрещення»;
- «Марія з немовлям на престолі»;
- «Розп'яття Христове»;
- «Зішестя Христа в ад»;
- «Омивання ніг»;
- «Стрітення»;

Святі: Василій Великий, Іван Золотоустий, Миколай, Григорій Чудотворець.

## Реставрація
Церква Богородиці під час землетрусу у 1790 р. була пошкоджена, а відновлена через 50 років. У 1939 р. Грецька Служба реставрації пам'яток культури почала реставрувати увесь ансамбль Хосіос-Лукас, але Друга світова війна завадила роботі. У 1943 р. під час бомбардування монастирю було завдано збитків. Після війни розпочались відновлювальні роботи, які закінчилися у 1960-х роках .

## Сучасність

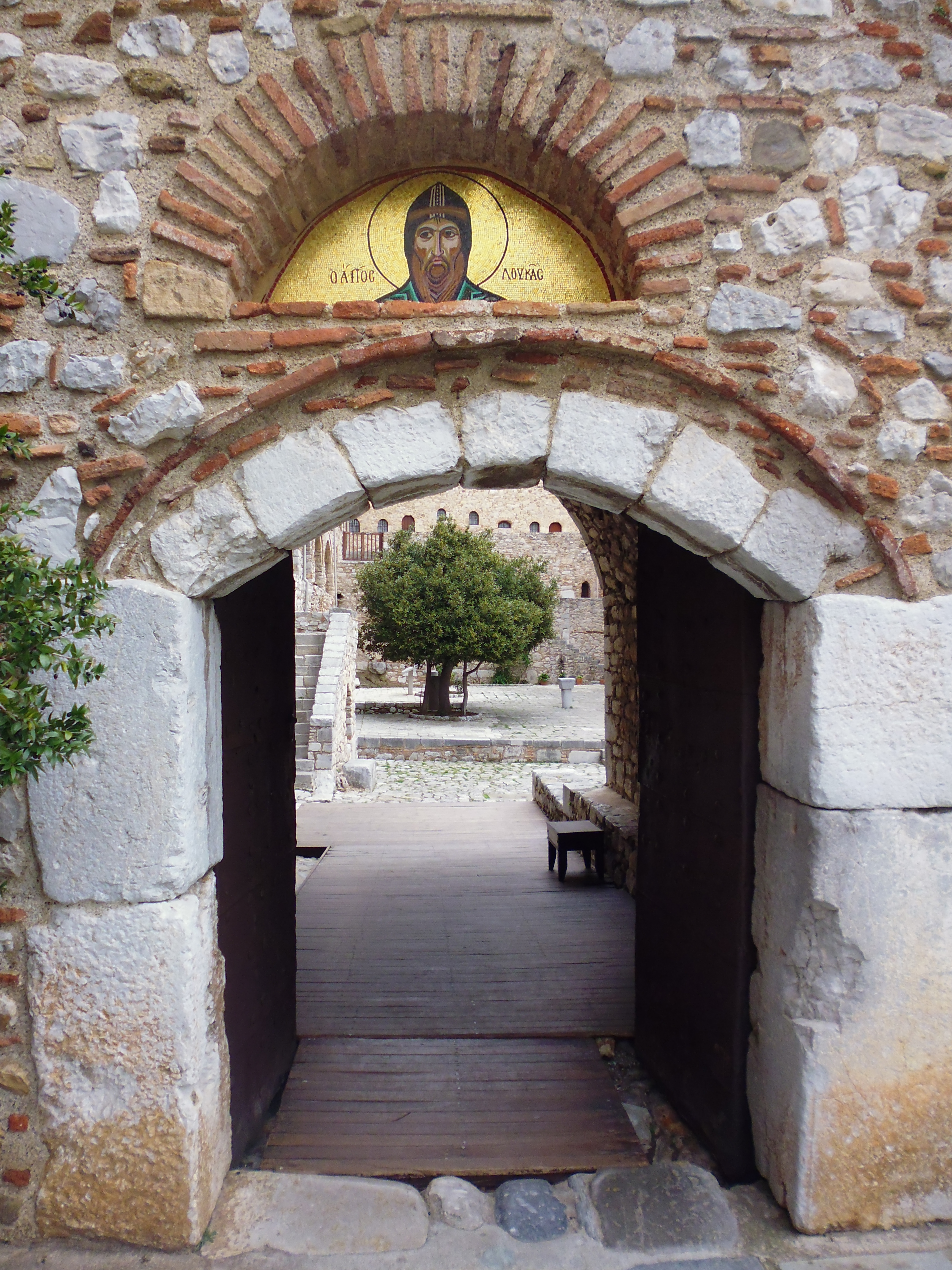
Вхід до монастиря Осіос-Лукас, Греція.

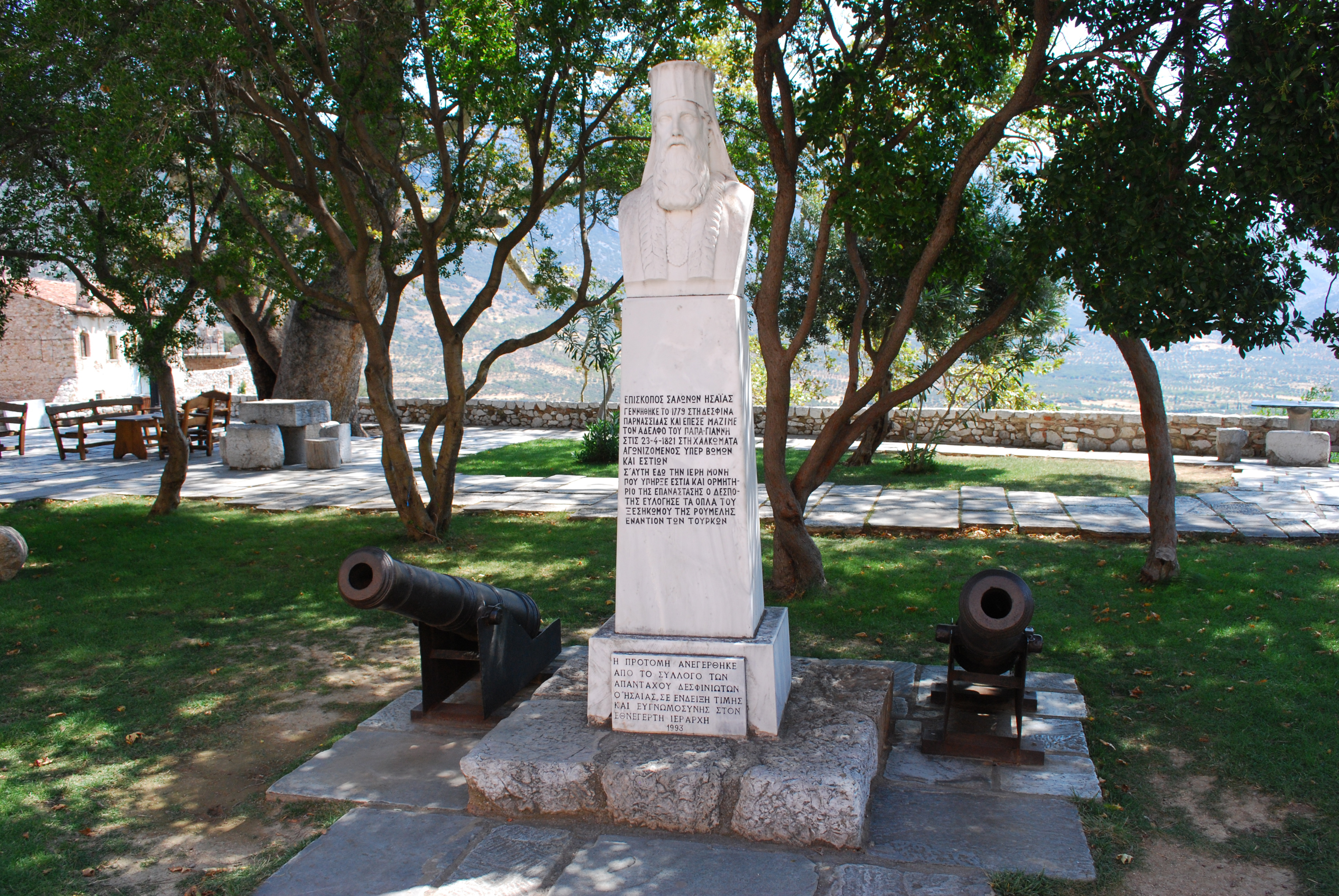
Територія монастиря Осіос-Лукас, Греція.

Чинний чоловічий монастир, нині[коли?] є також музеєм Візантійського мистецтва, який зберігає всесвітньо відомі мозаїки 11 століття. 1990 року Монастир Осіос Лукас входить до реєстру пам'яток, які знаходяться під охороною ЮНЕСКО. Нині у монастирі відбуваються богослужіння і він є центром туризму і паломництва.
Комплекс обителі добре зберігся до нашого часу. До нього входять: Кафолікон (головний храм), церква Пресвятої Богородиці (яка сьогодні присвячена святій Варварі), крипта з фресками, трапезна палата, келії та вежа — дзвіниця.
Відвідувачі до монастиря потрапляють через південні ворота, але історично головний вхід раніше знаходився в північно-східній частині обителі.
Обитель святого Луки відкрита для відвідування щодня. Часи роботи: Влітку з 8 ранку до 14 години дня, а потім з 16 години дня до 19 години вечора.
В інші пори року обитель працює без перерви з 8 ранку до 17 години. Вхід для громадян Греції безкоштовний. Іноземцям для входу слід придбати квиток.

## Галерея

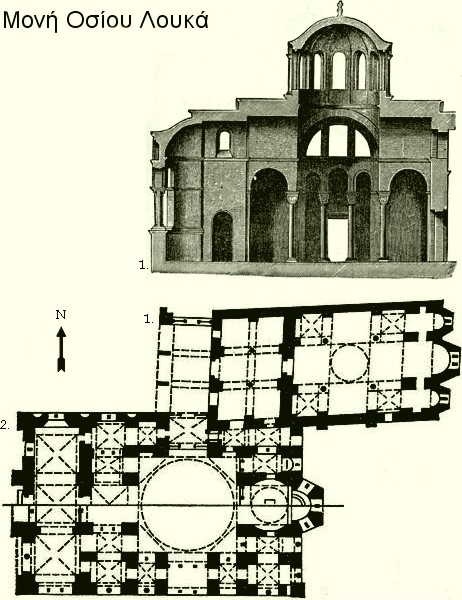
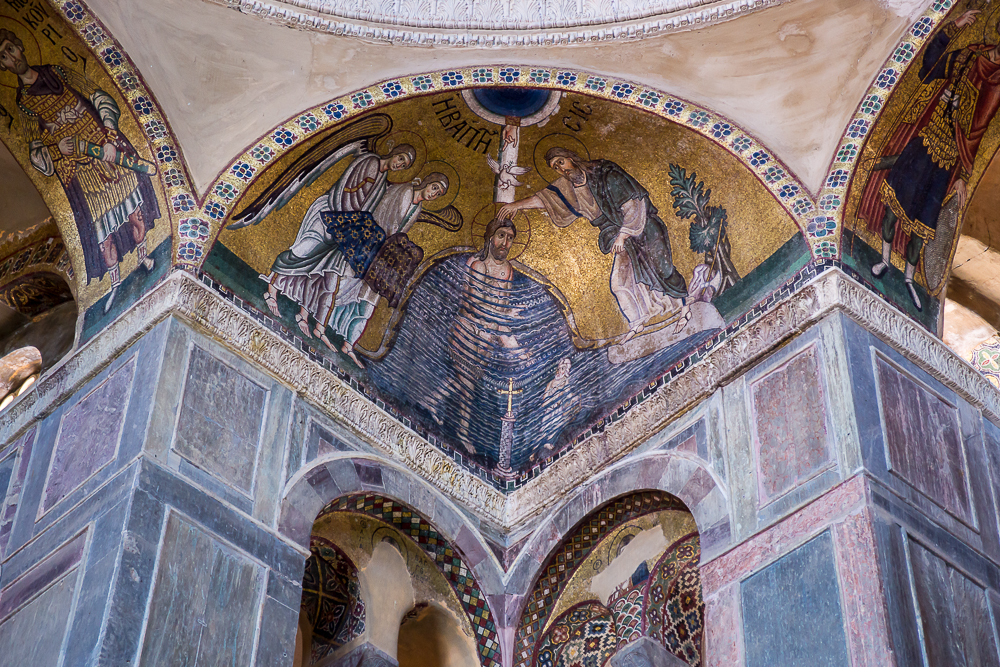
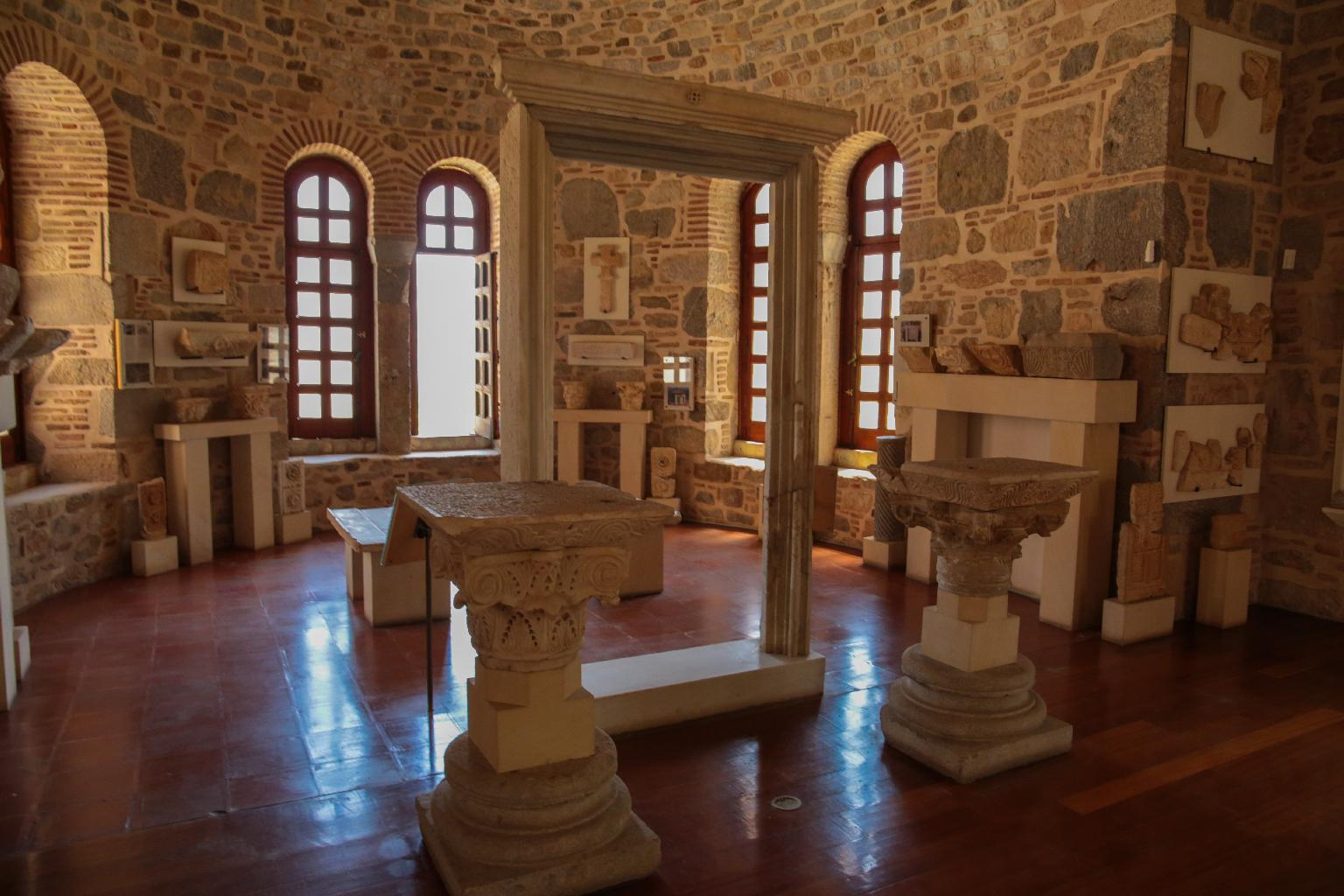
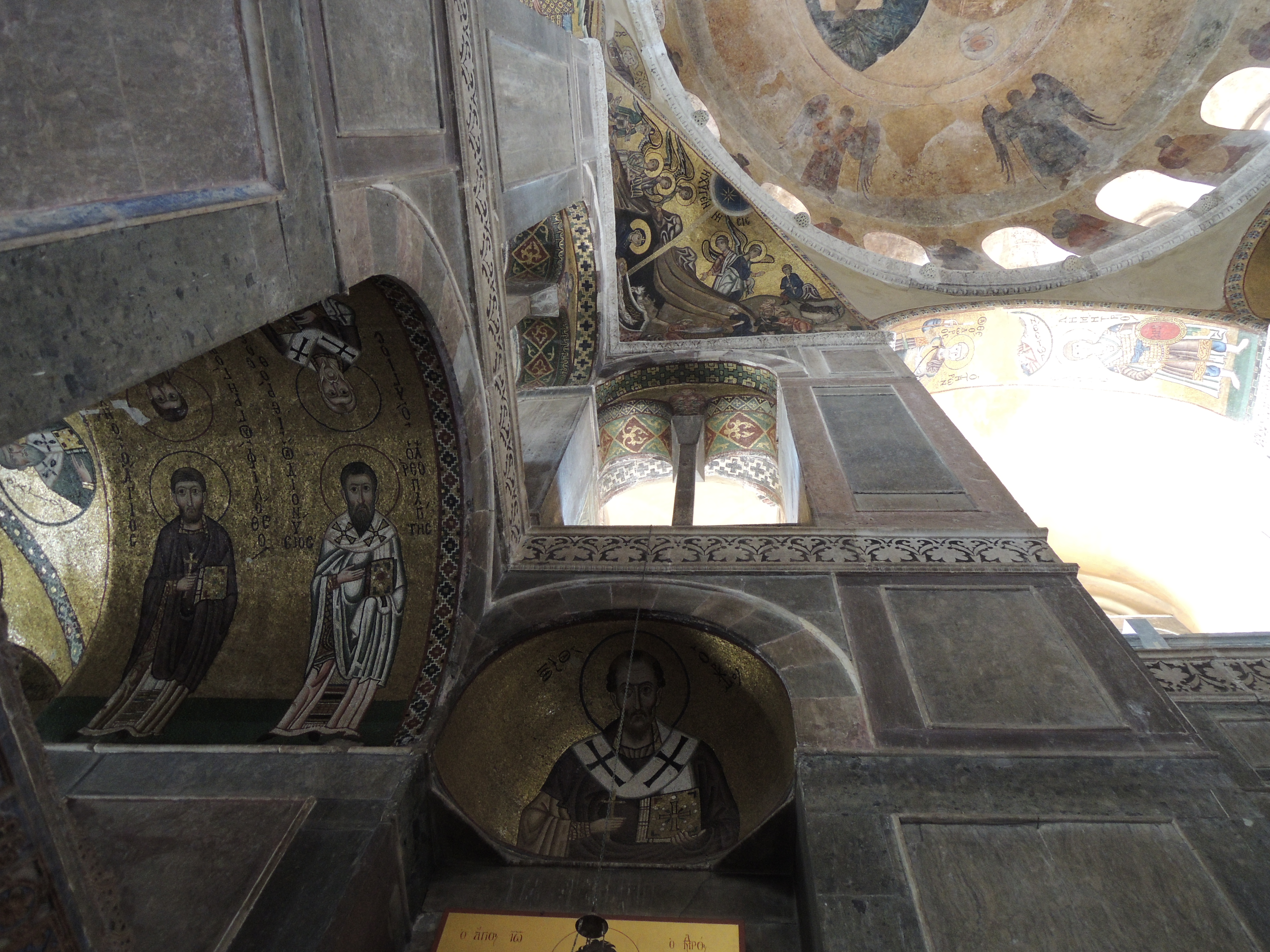
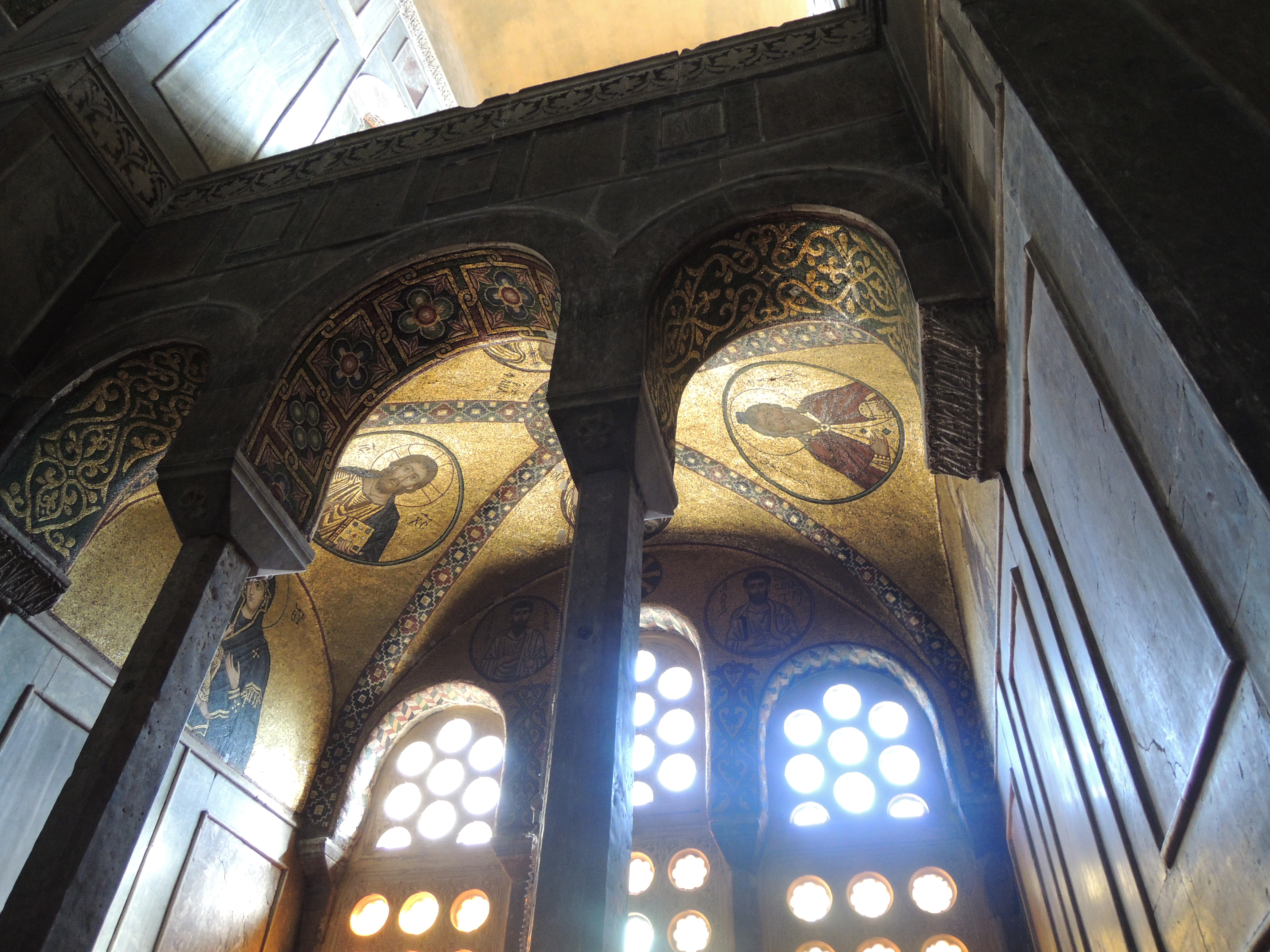
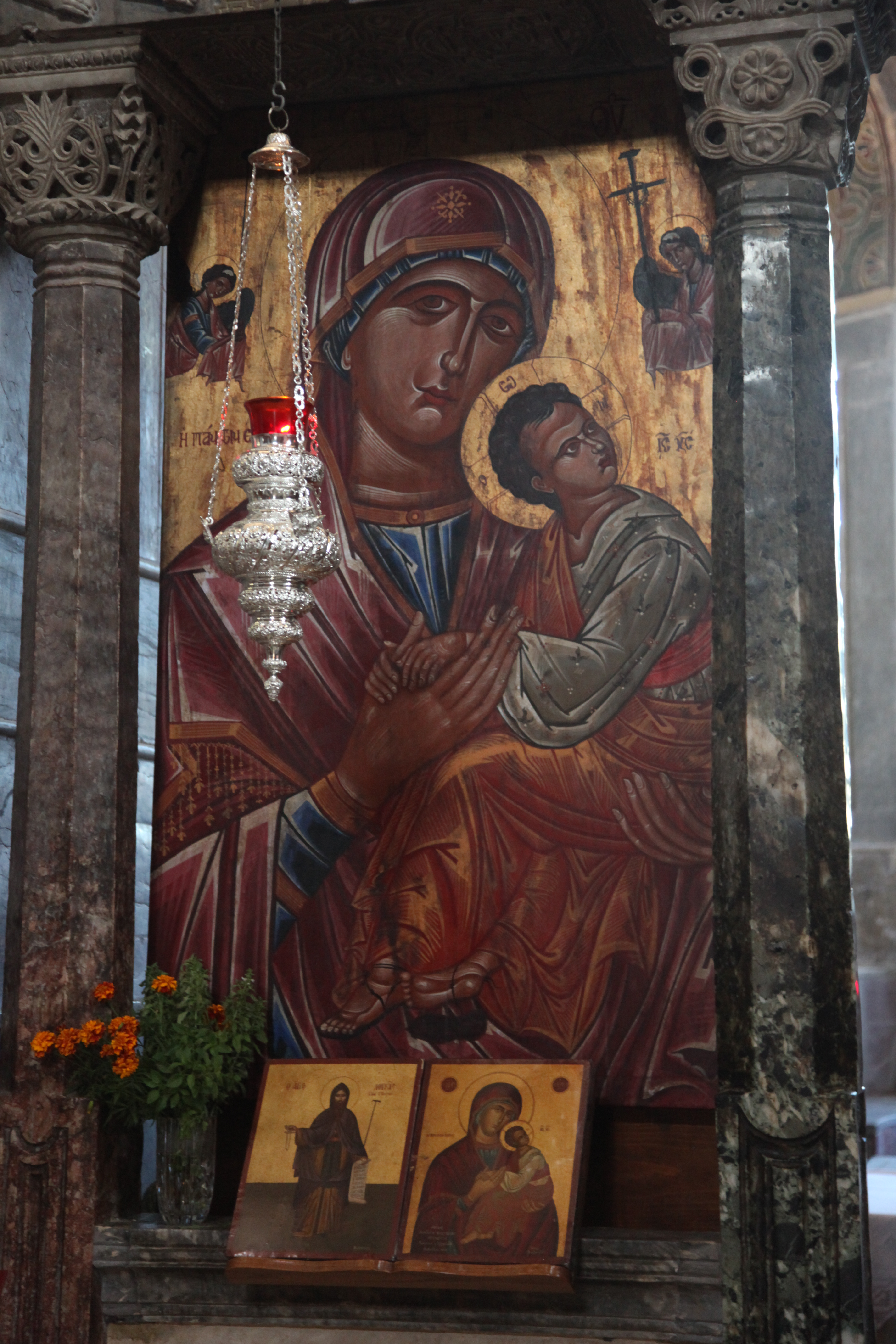
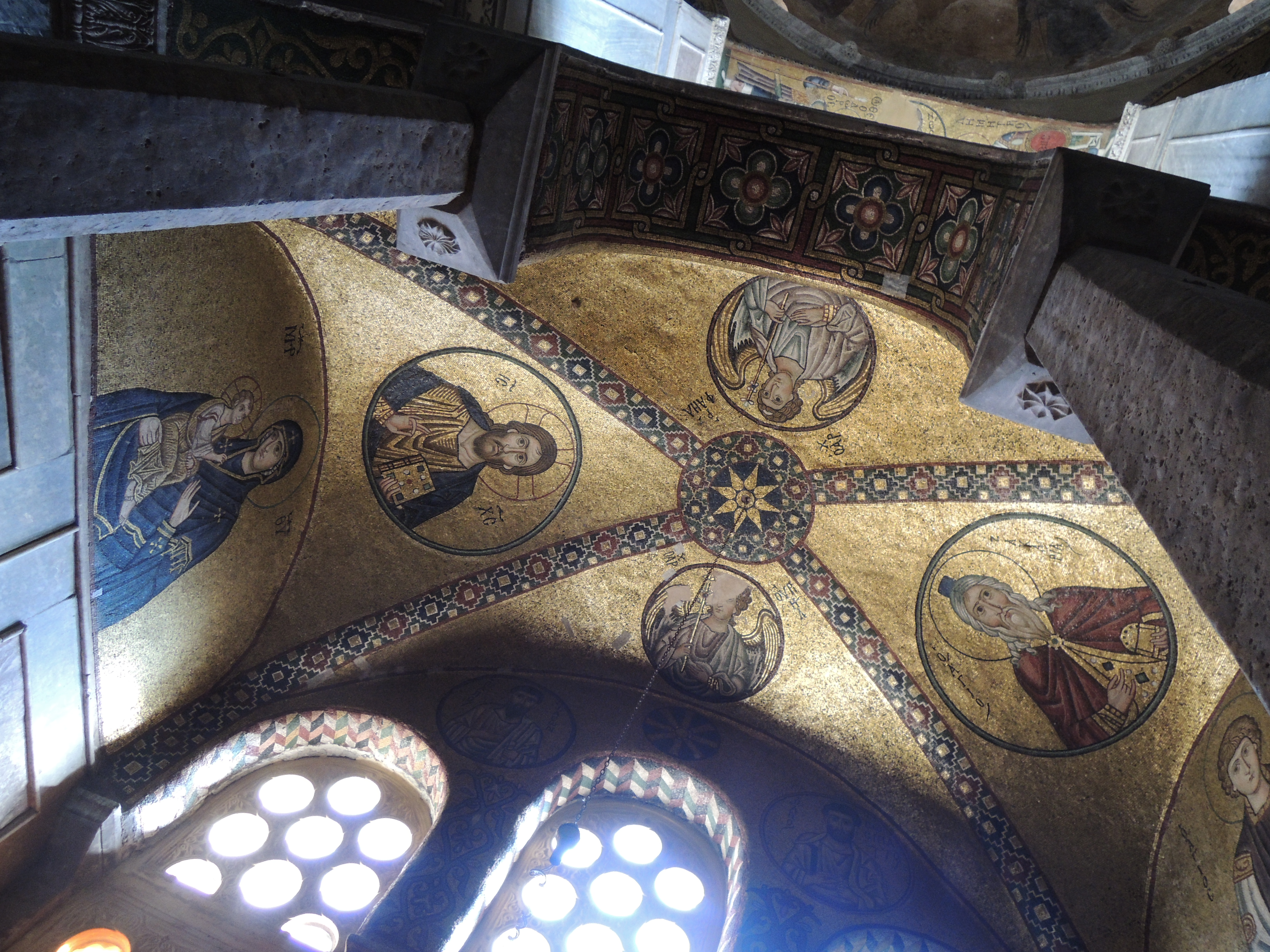
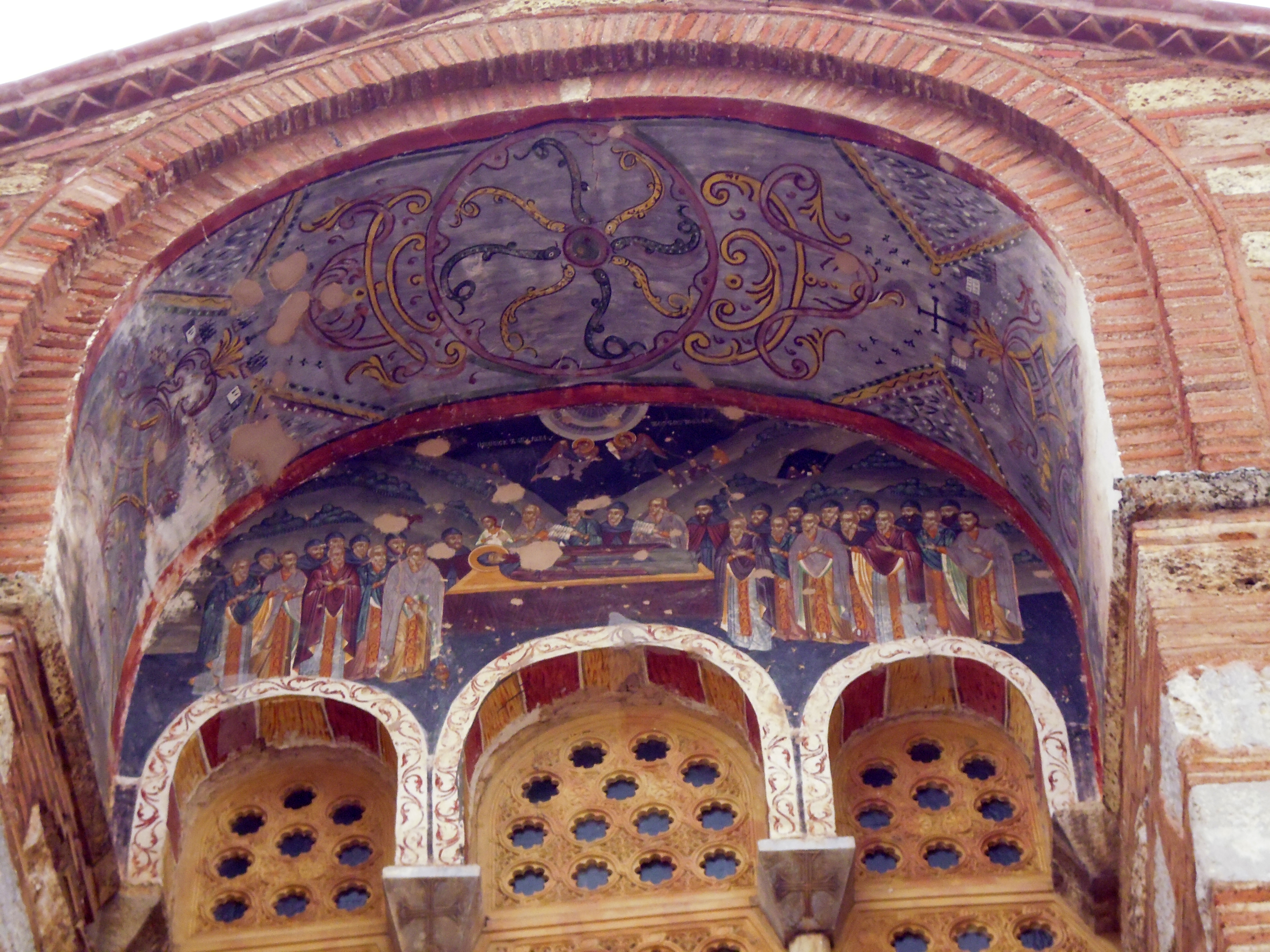